# Saison 10 de Secret Story
Vous pouvez aider à l'améliorer ou bien discuter des problèmes sur sa page de discussion.
- Il n'est pas vérifiable et peut contenir des informations totalement erronées. Il est fortement conseillé aux contributeurs d'étayer son contenu par des sources fiables. Sans cela, sa suppression pourrait être envisagée. (si vous venez d'apposer le bandeau, veuillez cliquer sur ce lien pour créer la discussion et en afficher les indications). (Marqué depuis avril 2025)
- Il peut contenir un travail inédit ou des déclarations non vérifiées. Vous pouvez l’améliorer en ajoutant des références. (Marqué depuis juin 2022)

- Archive Wikiwix
- Bing
- Cairn
- DuckDuckGo
- E. Universalis
- Gallica
- Google
- G. Books
- G. News
- G. Scholar
- Persée
- Qwant
- (zh) Baidu
- (ru) Yandex
- (wd) trouver des œuvres sur Wikidata

Vous pouvez aider à l'améliorer ou bien discuter des problèmes sur sa page de discussion.
- Il ne cite pas suffisamment ses sources. Vous pouvez indiquer les passages à sourcer avec {{référence nécessaire}} ou {{Référence souhaitée}}, et inclure les références utiles en les liant aux notes de bas de page. (Marqué depuis avril 2025)
- Certaines de ses couleurs nuisent à son accessibilité et ne respectent pas la charte graphique. Les couleurs ne sont pas interdites, mais il est conseillé d'en faire un usage modéré qui respecte les normes d'accessibilité. (Marqué depuis avril 2025)
- Son texte doit être wikifié : il ne correspond pas à la mise en forme Wikipédia (style, typographie, liens internes, liens entre les wikis, etc.). (Marqué depuis avril 2025)

- Archive Wikiwix
- Bing
- Cairn
- DuckDuckGo
- E. Universalis
- Gallica
- Google
- G. Books
- G. News
- G. Scholar
- Persée
- Qwant
- (zh) Baidu
- (ru) Yandex
- (wd) trouver des œuvres sur Wikidata

 (juin 2025).
La dixième saison de Secret Story est une émission française de téléréalité présentée par Christophe Beaugrand. L'émission est diffusée à partir du 22 août 2016 sur MYTF1 et du 26 août 2016 au 18 novembre 2016 sur NT1, hormis le lancement sur TF1. L'émission est rediffusé en Belgique sur Plug RTL
Cette saison a été remportée par Julien (111 400 €).

## Nouveautés
Cette nouvelle saison a été officialisée par le Groupe TF1 et la société de production Endemol le 24 mai 2016. Pour le dixième anniversaire de l'émission, TF1 est en partenariat avec YouTube afin de diffuser plus de vidéos sur l'émission. Le prime de lancement est diffusé sur TF1, tandis que les autres émissions, quotidiennes et hebdomadaires, sont diffusées sur NT1. Plug RTL diffuse l'émission pour les téléspectateurs belges.
Pour cette saison, l'After Secret est supprimé.
Adrien Lemaître, Julie Taton, Leïla (gagnante de la saison 8) et Émilie (gagnante de la saison 9) accompagnent Christophe Beaugrand dans le Debrief.
Depuis le vendredi 23 septembre, Secret Story le Before, la Quotidienne, le Débrief et les primes du jeudi soir ne sont plus en direct à la suite de la menace d'attentats sur Paris. C'est une décision qui a été prise par le groupe TF1. Il explique que les émissions sont diffusées en différé, c'est-à-dire avec un léger décalage de 1 à 3 minutes, ce qui permet à NT1 de couper l'antenne en cas d'attentat sur le plateau.

## Candidats et secrets

### Candidats
Les castings ont été ouverts le 3 novembre 2015.
| 1  | Julien    | Cannes                                   | 26 août 2016 | 17 novembre 2016   |
| 2  | Thomas    | Phoenix                                  | 26 août 2016 | 17 novembre 2016   |
| 3  | Mélanie   | Genève                                   | 26 août 2016 | 17 novembre 2016   |
| 4  | Anaïs     | Marseille                                | 26 août 2016 | 17 novembre 2016   |
| 5  | Sarah     | Livry-Gargan                             | 25 août 2016 | 11 novembre 2016   |
| 6  | Bastien   | New York                                 | 26 août 2016 | 10 novembre 2016   |
| 7  | Darko     | Paris                                    | 26 août 2016 | 3 novembre 2016    |
| 8  | Fanny     | Oliveira de Azeméis[source insuffisante] | 26 août 2016 | 27 octobre 2016    |
| 9  | Manon     | Marseille                                | 26 août 2016 | 13 octobre 2016    |
| 10 | Maéva     | Nantes                                   | 26 août 2016 | 6 octobre 2016     |
| 11 | Marvin    | Paris                                    | 26 août 2016 | 3 octobre 2016     |
| 12 | Jaja      | Paris                                    | 22 août 2016 | 29 septembre 2016  |
| 13 | Athénaïs  | Saint-Germain-en-Laye                    | 26 août 2016 | 22 septembre 2016  |
| 14 | Pierre    | Los Angeles                              | 26 août 2016 | 15 septembre 2016  |
| 15 | Sophia    | Cannes                                   | 26 août 2016 | 8 septembre 2016   |
| 16 | Damien    | Nogent-sur-Marne                         | 26 août 2016 | 1er septembre 2016 |
| 17 | Alexandre | Paris                                    | 22 août 2016 | 26 août 2016       |
| 18 | Liam      | Saint-Tropez                             | 22 août 2016 | 26 août 2016       |

Légende
|  |                        |
|  | Gagnant                |
|  | Deuxième               |
|  | Éliminé                |
|  | Exclu(e)               |
|  | Finaliste              |
|  | N'a pas intégré le jeu |

## Tableau d'élimination
|            | Before Secret                         | Semaine 1                       | Semaine 2          | Semaine 3                  | Semaine 3                  | Semaine 4              | Semaine 5          | Semaine 6          | Semaine 7          | Semaine 8          | Semaine 9          | Semaine 10                   | Semaine 11         | Semaine 11                  | Semaine 12                  |
| ---------- | ------------------------------------- | ------------------------------- | ------------------ | -------------------------- | -------------------------- | ---------------------- | ------------------ | ------------------ | ------------------ | ------------------ | ------------------ | ---------------------------- | ------------------ | --------------------------- | --------------------------- |
| Nommés     | Alexandre Jaja Liam Sarah             | Damien Mélanie Pierre Thomas    | Mélanie Sophia     | Darko Julien Pierre Thomas | Darko Julien Pierre Thomas | Athénaïs Maéva Mélanie | Jaja Thomas        | Maéva Thomas       | Manon Thomas       | Bastien Sarah      | Fanny Julien       | Bastien Darko Mélanie Thomas | Bastien Julien     | Julien Mélanie Sarah Thomas | Anaïs Julien Mélanie Thomas |
|            |                                       |                                 |                    |                            |                            |                        |                    |                    |                    |                    |                    |                              |                    |                             |                             |
| Julien     | Pas nommé                             | Pas nommé                       | Mélanie Sophia     | Nommé                      | -                          | Pas nommé              | Pas nommé          | Immunisé           | Darko Sarah        | Pas nommé          | Nommé              | Immunisé                     | Nommé              | Nommé                       | Gagnant 42% (Jour 85)       |
| Thomas     | Pas nommé                             | Nommé                           | Athénaïs Manon     | Nommé                      | -                          | Pas nommé              | Nommé              | Nommé              | Bastien Sarah      | Pas nommé          | Pas nommé          | Nommé                        | Pas nommé          | Nommé                       | Deuxième 28% (Jour 85)      |
| Mélanie    | Pas nommée                            | Nommée                          | Nommée             | Darko Pierre               | Fanny Sarah                | Athénaïs Maéva         | Marvin Thomas      | Immunisée          | Darko Sarah        | Pas nommée         | Fanny Julien       | Nommée                       | Pas nommée         | Nommée                      | Troisième 17% (Jour 85)     |
| Anaïs      | Pas nommée                            | Damien, Mélanie, Pierre, Thomas | Pas nommée         | Marvin Thomas              | Jaja Sarah                 | Pas nommée             | Jaja Thomas        | Immunisée          | Darko Sarah        | Pas nommée         | Pas nommée         | Immunisée                    | Place en finale    | Place en finale             | Quatrième 13% (Jour 85)     |
| Sarah      | Nommée                                | Pas nommée                      | Pas nommée         | Julien Thomas              | Bastien Mélanie            | Athénaïs Maéva         | Jaja Thomas        | Immunisée          | Manon Thomas       | Nommée             | Pas nommée         | Immunisée                    | Pas nommée         | Nommée                      | Éliminée (Jour 78)          |
| Bastien    | Pas nommé                             | Pas nommé                       | Maéva Manon        | Pas nommé                  | Jaja Sarah                 | Pas nommé              | Pas nommé          | Immunisé           | Darko Sarah        | Nommé              | Pièce secrète      | Nommé                        | Nommé              | Éliminé (Jour 77)           | Éliminé (Jour 77)           |
| Darko      | Pas nommé                             | Pas nommé                       | Mélanie Sophia     | Nommé                      | -                          | Pas nommé              | Pas nommé          | Immunisé           | Sarah Thomas       | Pas nommé          | Pas nommé          | Nommé                        | Éliminé (Jour 71)  | Éliminé (Jour 71)           | Éliminé (Jour 71)           |
| Fanny      | Pas nommée                            | Pas nommée                      | Pas nommée         | Julien Thomas              | Athénaïs Mélanie           | Athénaïs Maéva         | Marvin Thomas      | Immunisée          | Manon Thomas       | Pas nommée         | Nommée             | Éliminée (Jour 64)           | Éliminée (Jour 64) | Éliminée (Jour 64)          | Éliminée (Jour 64)          |
| Manon      | Pas nommée                            | Damien, Mélanie, Pierre, Thomas | Pas nommée         | Julien Thomas              | Maéva Mélanie              | Pas nommée             | Bastien Thomas     | Immunisée          | Darko Sarah        | Éliminée (Jour 50) | Éliminée (Jour 50) | Éliminée (Jour 50)           | Éliminée (Jour 50) | Éliminée (Jour 50)          | Éliminée (Jour 50)          |
| Maéva      | Pas nommée                            | Pas nommée                      | Pas nommée         | Darko Pierre               | Fanny Sarah                | Nommée                 | Jaja Thomas        | Nommée             | Éliminée (Jour 43) | Éliminée (Jour 43) | Éliminée (Jour 43) | Éliminée (Jour 43)           | Éliminée (Jour 43) | Éliminée (Jour 43)          | Éliminée (Jour 43)          |
| Marvin     | Pas nommé                             | Pas nommé                       | Mélanie Sophia     | Pas nommé                  | Manon Mélanie              | Pas nommé              | Pas nommé          | Exclu (Jour 40)    | Exclu (Jour 40)    | Exclu (Jour 40)    | Exclu (Jour 40)    | Exclu (Jour 40)              | Exclu (Jour 40)    | Exclu (Jour 40)             | Exclu (Jour 40)             |
| Jaja       | Nommé                                 | Pas nommé                       | Maéva Sophia       | Pas nommé                  | Bastien Mélanie            | Pas nommé              | Nommé              | Éliminé (Jour 36)  | Éliminé (Jour 36)  | Éliminé (Jour 36)  | Éliminé (Jour 36)  | Éliminé (Jour 36)            | Éliminé (Jour 36)  | Éliminé (Jour 36)           | Éliminé (Jour 36)           |
| Athénaïs   | Pas nommée                            | Pas nommée                      | Pas nommée         | Darko Pierre               | Fanny Sarah                | Nommée                 | Éliminée (Jour 29) | Éliminée (Jour 29) | Éliminée (Jour 29) | Éliminée (Jour 29) | Éliminée (Jour 29) | Éliminée (Jour 29)           | Éliminée (Jour 29) | Éliminée (Jour 29)          | Éliminée (Jour 29)          |
| Pierre     | Pas nommé                             | Nommé                           | Mélanie Sophia     | Nommé                      | -                          | Éliminé (Jour 22)      | Éliminé (Jour 22)  | Éliminé (Jour 22)  | Éliminé (Jour 22)  | Éliminé (Jour 22)  | Éliminé (Jour 22)  | Éliminé (Jour 22)            | Éliminé (Jour 22)  | Éliminé (Jour 22)           | Éliminé (Jour 22)           |
| Sophia     | Pas nommée                            | Pas nommée                      | Nommée             | Éliminée (Jour 15)         | Éliminée (Jour 15)         | Éliminée (Jour 15)     | Éliminée (Jour 15) | Éliminée (Jour 15) | Éliminée (Jour 15) | Éliminée (Jour 15) | Éliminée (Jour 15) | Éliminée (Jour 15)           | Éliminée (Jour 15) | Éliminée (Jour 15)          | Éliminée (Jour 15)          |
| Damien     | Pas nommé                             | Nommé                           | Éliminé (Jour 8)   | Éliminé (Jour 8)           | Éliminé (Jour 8)           | Éliminé (Jour 8)       | Éliminé (Jour 8)   | Éliminé (Jour 8)   | Éliminé (Jour 8)   | Éliminé (Jour 8)   | Éliminé (Jour 8)   | Éliminé (Jour 8)             | Éliminé (Jour 8)   | Éliminé (Jour 8)            | Éliminé (Jour 8)            |
| Alexandre  | Nommé                                 | Éliminé (Jour 1)                | Éliminé (Jour 1)   | Éliminé (Jour 1)           | Éliminé (Jour 1)           | Éliminé (Jour 1)       | Éliminé (Jour 1)   | Éliminé (Jour 1)   | Éliminé (Jour 1)   | Éliminé (Jour 1)   | Éliminé (Jour 1)   | Éliminé (Jour 1)             | Éliminé (Jour 1)   | Éliminé (Jour 1)            | Éliminé (Jour 1)            |
| Liam       | Nommée                                | Éliminée (Jour 1)               | Éliminée (Jour 1)  | Éliminée (Jour 1)          | Éliminée (Jour 1)          | Éliminée (Jour 1)      | Éliminée (Jour 1)  | Éliminée (Jour 1)  | Éliminée (Jour 1)  | Éliminée (Jour 1)  | Éliminée (Jour 1)  | Éliminée (Jour 1)            | Éliminée (Jour 1)  | Éliminée (Jour 1)           | Éliminée (Jour 1)           |
|            |                                       |                                 |                    |                            |                            |                        |                    |                    |                    |                    |                    |                              |                    |                             |                             |
| Exclusion  |                                       |                                 |                    |                            |                            |                        |                    | Marvin             |                    |                    |                    |                              |                    |                             |                             |
| Éliminé(e) | Alexandre Liam Émilie, Marie et Anaïs | Damien 10% sur 4                | Sophia 36,8% sur 2 | Pierre 17,6% sur 4         | Pierre 17,6% sur 4         | Athénaïs 25% sur 3     | Jaja 26% sur 2     | Maéva 40% sur 2    | Manon 41% sur 2    | Bastien 54% sur 2  | Fanny 25% sur 2    | Darko 19% sur 4              | Bastien 31% sur 2  | Sarah 19,3% sur 4           | Julien 42% sur 4            |

### Invités
| Candidat | Statut/Saison | Période                           |
| -------- | ------------- | --------------------------------- |
| Rachel   | Comédiens     | 6 octobre 2016 - 13 octobre 2016  |
| Marco    | Comédiens     | 6 octobre 2016 - 13 octobre 2016  |
| Coralie  | 9             | 20 octobre 2016 - 27 octobre 2016 |
| Vincent  | 7             | 20 octobre 2016 - 3 novembre 2016 |
| Anaïs    | 7             | 27 octobre 2016 - 3 novembre 2016 |
| Thomas   | 4             | 27 octobre 2016 - 3 novembre 2016 |

- Les proches des habitants viennent leur rendre visite lors de la 11e semaine
- Les candidats éliminés viennent rendre visite aux finalistes lors de la dernière semaine

## Secrets
| Secret                                                                             | Candidat        | Découvreur                   | Jour de découverte                 |
| ---------------------------------------------------------------------------------- | --------------- | ---------------------------- | ---------------------------------- |
| Je suis une star mondiale de e-sport.                                              | Darko           | Julien                       | 16 septembre 2016                  |
| Je suis le premier homme enceinte au monde.                                        | Thomas          | Marvin                       | 20 septembre 2016                  |
| Nous sommes les maîtresses des identités.                                          | Anaïs & Manon   | Fanny                        | 28 septembre 2016                  |
| J'ai déjà participé deux fois à Secret Story.                                      | Fanny           | Anaïs (à moitié)             | 14 octobre 2016                    |
| Les gagnantes de Secret Story m'ont choisi(e) pour intégrer la Maison des Secrets. | Jaja & Sarah    | Darko                        | 31 octobre 2016                    |
| Une ville porte mon nom en hommage à mes ancêtres.                                 | Mélanie         | Julien & Thomas              | 5 novembre 2016 & 11 novembre 2016 |
| Nous sommes en couple.                                                             | Julien & Sophia | Révélé par eux-mêmes.        | 11 novembre 2016                   |
| Je suis l'alibi du couple (Sophia & Julien).                                       | Bastien         | Révélé par Julien et Sophia. | 11 novembre 2016                   |
| Je suis championne internationale de car-wash.                                     | Maéva           | ///                          | ///                                |
| Je détiens la clé de la boîte aux lettres des secrets.                             | Marvin          | ///                          | ///                                |
| J'ai été transplantée trois fois.                                                  | Athénaïs        | ///                          | ///                                |
| Je suis l'égérie d'une grande marque internationale.                               | Pierre          | ///                          | ///                                |
| Le film dans lequel j'ai joué a décroché la palme d'or à Cannes.                   | Damien          | ///                          | ///                                |

## Liste des tentatives erronées
| Candidat  | Semaine 1                       | Semaine 2                              | Semaine 3                        | Semaine 4                        | Semaine 5                                 | Semaine 6                        | Semaine 7                        | Semaine 8                                   | Semaine 9                        | Semaine 10                       | Semaine 11                       | Semaine 12                       | Classement                       |
| --------- | ------------------------------- | -------------------------------------- | -------------------------------- | -------------------------------- | ----------------------------------------- | -------------------------------- | -------------------------------- | ------------------------------------------- | -------------------------------- | -------------------------------- | -------------------------------- | -------------------------------- | -------------------------------- |
| Julien    |                                 |                                        |                                  |                                  |                                           |                                  |                                  | Fanny Habituée de la maison des secrets     |                                  |                                  | Mélanie Orpheline                | Fin de la chasse aux secrets     | Vainqueur de Secret Story 10     |
| Thomas    |                                 | Maéva Danseuse du ventre               |                                  | Bastien Fils de George Harrison  |                                           |                                  |                                  | Julien Membre des jeunes chrétiens          |                                  |                                  | Mélanie Princesse du Sri-Lanka   | Fin de la chasse aux secrets     | Deuxième                         |
| Mélanie   |                                 |                                        |                                  |                                  | Bastien & Julien Ex                       |                                  |                                  |                                             |                                  |                                  |                                  | Fin de la chasse aux secrets     | Troisième                        |
| Anaïs     |                                 |                                        |                                  |                                  |                                           |                                  |                                  |                                             |                                  |                                  |                                  | Fin de la chasse aux secrets     | Quatrième                        |
| Sarah     |                                 | Fanny Grand-mère                       | Mélanie Était un homme           |                                  |                                           |                                  | Julien Puceau                    | Fanny A rencontré l'amour dans Secret Story |                                  |                                  | Julien A été enfermé             | Eliminée par le public (jour 78) | Eliminée par le public (jour 78) |
| Bastien   |                                 |                                        |                                  |                                  |                                           |                                  |                                  |                                             | Pièce secrète                    |                                  |                                  | Eliminé par le public (jour 77)  | Eliminé par le public (jour 77)  |
| Darko     |                                 |                                        | Maéva Championne de pole dance   |                                  | Maéva Championne de natation synchronisée |                                  |                                  |                                             |                                  |                                  | Eliminé par le public (jour 71)  | Eliminé par le public (jour 71)  | Eliminé par le public (jour 71)  |
| Fanny     |                                 | Julien Noble Julien En couple          |                                  |                                  |                                           |                                  |                                  |                                             |                                  | Eliminée par le public (jour 64) | Eliminée par le public (jour 64) | Eliminée par le public (jour 64) | Eliminée par le public (jour 64) |
| Manon     | Sarah & Darko En couple         |                                        |                                  |                                  |                                           |                                  |                                  | Eliminée par le public (jour 50)            | Eliminée par le public (jour 50) | Eliminée par le public (jour 50) | Eliminée par le public (jour 50) | Eliminée par le public (jour 50) | Eliminée par le public (jour 50) |
| Maéva     |                                 |                                        |                                  |                                  |                                           |                                  | Eliminée par le public (jour 43) | Eliminée par le public (jour 43)            | Eliminée par le public (jour 43) | Eliminée par le public (jour 43) | Eliminée par le public (jour 43) | Eliminée par le public (jour 43) | Eliminée par le public (jour 43) |
| Marvin    |                                 | Sophia & Athénaïs En couple            |                                  |                                  |                                           |                                  | Exclu du jeu (jour 40)           | Exclu du jeu (jour 40)                      | Exclu du jeu (jour 40)           | Exclu du jeu (jour 40)           | Exclu du jeu (jour 40)           | Exclu du jeu (jour 40)           | Exclu du jeu (jour 40)           |
| Jaja      |                                 | Pierre Sosie d'une star internationale |                                  | Maéva & Marvin Faux couple       |                                           | Eliminé par le public (jour 36)  | Eliminé par le public (jour 36)  | Eliminé par le public (jour 36)             | Eliminé par le public (jour 36)  | Eliminé par le public (jour 36)  | Eliminé par le public (jour 36)  | Eliminé par le public (jour 36)  | Eliminé par le public (jour 36)  |
| Athénaïs  |                                 |                                        |                                  |                                  | Eliminée par le public (jour 29)          | Eliminée par le public (jour 29) | Eliminée par le public (jour 29) | Eliminée par le public (jour 29)            | Eliminée par le public (jour 29) | Eliminée par le public (jour 29) | Eliminée par le public (jour 29) | Eliminée par le public (jour 29) | Eliminée par le public (jour 29) |
| Pierre    |                                 |                                        |                                  | Eliminé par le public (jour 22)  | Eliminé par le public (jour 22)           | Eliminé par le public (jour 22)  | Eliminé par le public (jour 22)  | Eliminé par le public (jour 22)             | Eliminé par le public (jour 22)  | Eliminé par le public (jour 22)  | Eliminé par le public (jour 22)  | Eliminé par le public (jour 22)  | Eliminé par le public (jour 22)  |
| Sophia    |                                 |                                        | Eliminée par le public (jour 15) | Eliminée par le public (jour 15) | Eliminée par le public (jour 15)          | Eliminée par le public (jour 15) | Eliminée par le public (jour 15) | Eliminée par le public (jour 15)            | Eliminée par le public (jour 15) | Eliminée par le public (jour 15) | Eliminée par le public (jour 15) | Eliminée par le public (jour 15) | Eliminée par le public (jour 15) |
| Damien    | Sophia & Athénaïs En couple     | Eliminé par le public (jour 8)         | Eliminé par le public (jour 8)   | Eliminé par le public (jour 8)   | Eliminé par le public (jour 8)            | Eliminé par le public (jour 8)   | Eliminé par le public (jour 8)   | Eliminé par le public (jour 8)              | Eliminé par le public (jour 8)   | Eliminé par le public (jour 8)   | Eliminé par le public (jour 8)   | Eliminé par le public (jour 8)   | Eliminé par le public (jour 8)   |
| Alexandre | N'a pas intégré le jeu (jour 1) | N'a pas intégré le jeu (jour 1)        | N'a pas intégré le jeu (jour 1)  | N'a pas intégré le jeu (jour 1)  | N'a pas intégré le jeu (jour 1)           | N'a pas intégré le jeu (jour 1)  | N'a pas intégré le jeu (jour 1)  | N'a pas intégré le jeu (jour 1)             | N'a pas intégré le jeu (jour 1)  | N'a pas intégré le jeu (jour 1)  | N'a pas intégré le jeu (jour 1)  | N'a pas intégré le jeu (jour 1)  | N'a pas intégré le jeu (jour 1)  |
| Liam      | N'a pas intégré le jeu (jour 1) | N'a pas intégré le jeu (jour 1)        | N'a pas intégré le jeu (jour 1)  | N'a pas intégré le jeu (jour 1)  | N'a pas intégré le jeu (jour 1)           | N'a pas intégré le jeu (jour 1)  | N'a pas intégré le jeu (jour 1)  | N'a pas intégré le jeu (jour 1)             | N'a pas intégré le jeu (jour 1)  | N'a pas intégré le jeu (jour 1)  | N'a pas intégré le jeu (jour 1)  | N'a pas intégré le jeu (jour 1)  | N'a pas intégré le jeu (jour 1)  |

## Nominations et départs
| Semaine    | Nommés | Départ                         |
| ---------- | --- | ------------------------------ |
| Before     | Qui doit intégrer la maison (choix de Émilie Nef Naf, Marie Garet et Anaïs Camizuli, anciennes gagnantes de l'émission) ? Alex, Jaja, Liam, Sarah | Liam, Alex                     |
| Semaine 1  | Damien (10 %), Mélanie (12,9 %), Pierre (19,9 %), Thomas (57,2 %)                                                                                 | Damien                         |
| Semaine 2  | Mélanie (63,2 %), Sophia (36,8 %) | Sophia                         |
| Semaine 3  | Darko (18,3 %), Julien (36,6 %), Pierre (17,6 %), Thomas (27,5 %)                                                                                 | Pierre                         |
| Semaine 4  | Athénaïs (25 %), Maéva (47 %), Mélanie (28 %) | Athénaïs                       |
| Semaine 5  | Jaja (26 %), Thomas (74 %) | Jaja                           |
| Semaine 6  | Exclusion de Marvin | Marvin                         |
| Semaine 6  | Maéva (40 %) , Thomas (60 %) | Maéva                          |
| Semaine 7  | Manon (41 %), Thomas (59 %) | Manon                          |
| Semaine 8  | Qui doit aller dans la pièce secrète ? Bastien (54 %), Sarah (46 %)                                                                               | NC                             |
| Semaine 9  | Fanny (25 %), Julien (75 %) | Fanny                          |
| Semaine 10 | Bastien (30 %), Darko (19 %), Mélanie (22 %), Thomas (29 %)                                                                                       | Darko                          |
| Semaine 11 | Bastien (31 %), Julien (69 %) | Bastien                        |
| Semaine 11 | Julien (36,2 %), Mélanie (22,3 %), Sarah (19,3 %), Thomas (22,2 %)                                                                                | Sarah                          |
| Semaine 12 | Anaïs (13%), Julien (42%), Mélanie (17%), Thomas (28%)                                                                                            | Anaïs, Julien, Mélanie, Thomas |

### LeBefore
Le Before — qui avait déjà existé lors des saisons 4 et 7 — a lieu du 22 au 25 août sur le site internet myTF1. Trois gagnantes de Secret Story jouent un rôle inédit dans l'émission : Émilie, Marie et Anaïs, qui ont respectivement remporté les saisons 3, 5 et 7, accueillent trois candidats sur le Secret Boat. Liam, Alexandre et Jaja ont trois jours pour convaincre les gagnantes qu'ils ont le potentiel pour intégrer l'émission.
Les trois candidats ont des missions à accomplir pour aider les gagnantes dans leur choix. Le 25 août, la Voix annonce aux candidats qu'ils vont être rejoints par une 4e candidate, Sarah. Les trois gagnantes feront connaître leur décision lors de la soirée de lancement de l'émission.
Quelques jours après son élimination de Secret Story aux portes de la Maison, Liam accuse la production d'avoir fait entrer Sarah pour la remplacer. En effet, une sextape de Liam est apparue sur Internet peu de temps après la diffusion du portrait de la jeune fille dans le Before, et la production aurait décidé de la remplacer.

### Lancement
À l'occasion du lancement de la dixième saison de Secret Story le 26 août, seize nouveaux candidats intègrent le jeu. Dix d'entre eux font leur entrée dans la Maison, et six autres candidats (Mélanie, Darko, Maéva, Marvin, Manon et Pierre) passent la première semaine de compétition dans l'Hôtel des secrets, installé à côté de la Maison.
Sur le plateau de l'émission, Émilie, Marie et Anaïs font part de leur choix aux quatre candidats du Before qui attendent dans le sas. Ce sont Jaja et Sarah qui vont pouvoir entrer dans le jeu et intégrer l'Hôtel des secrets. En revanche, l'aventure s'arrête là pour Liam et Alexandre.
Deux autres candidats intègrent la maison, Fanny et Thomas. Thomas s'est rendu au confessionnal pour annoncer son secret au public comme étant le premier homme enceinte du monde. Sophia et Julien ont pour secret d'être en couple mais pour le protéger, Bastien, un autre candidat, devient l'alibi du couple et donc, devra se rapprocher de Sophia, une mission dure à accepter pour Julien. Les deux derniers candidats, Athénaïs et Damien, intègrent la maison.
À la fin du prime, la voix réunit les habitants pour leur faire découvrir une nouvelle pièce: le « -1 », une pièce plongée dans le noir total dans laquelle les habitants de la maison devront se rendre pour trouver l'identité des 6 habitants de l'hôtel et d'afficher parmi les 200 portraits de la galerie des portraits les 6 visages correspondants des habitants de l'Hôtel des secrets.
La voix réunit les jumelles Manon et Anaïs dans le -1 pour leur annoncer qu'elles sont devenues les maîtresses des identités et qu'elles devront faire échouer la mission des habitants. Les jeunes femmes acceptent cette mission.
Trois habitants, Sarah, Darko et Maëva se rendent dans le -1 et se présentent tour à tour afin que Maëva en apprenne plus sur les habitants de l'hôtel.

### Semaine 1
Cette semaine, les candidats de la Maison vont devoir faire la chasse aux portraits. En effet, s'ils savent que six autres candidats ont intégré l'Hôtel des secrets, ils ne les ont jamais vu. La Voix leur demande donc, pour éviter la nomination de tous les habitants de la Maison et de l'Hôtel, de retrouver leurs portraits parmi les deux cents portraits affichés dans la salle des portraits.
Pour les aider, toute la semaine des indices peuvent être donnés sur leur identité mais pour les gagner ils doivent relever des épreuves au - 1. De plus, comme lors du premier prime, des rencontres sont organisés entre les inconnus et les habitants.
Ce qu'ils ignorent, c'est que Manon et Anaïs sont les « Maîtresses des Identités », et qu'elles ont pour mission de saboter les recherches des habitants. En effet, si les habitants de la Maison trouvent les portraits des six habitants de l'Hôtel, les seules à être nommées seront les jumelles. Si elles parviennent à faire échouer la mission, en revanche, elles échapperont à la nomination collective.
Lors du prime du 1er septembre, la Voix annonce qu'une ultime épreuve aura lieu dans le -1 : Les baignoires de l'horreur.
Mélanie, Marvin et Sophia vont devoir s'y rendre. Malgré les cris de dégoût, ils parviennent à récupérer les clés plongées dans les baignoires afin d'ouvrir les coffres placés dans le salon, des indices sur les identités des habitants de l'hôtel sont donnés.
Il est temps pour les habitants de la maison de connaître les visages des habitants de l'hôtel. Les habitants de la Grande Maison ont trouvé le bon portrait pour Pierre, Mélanie et Sarah. En revanche, ils se sont trompés sur ceux de Darko, Jaja et Manon. Les habitants sont donc tous nommés, mais comme ils ont découvert (avec grande surprise) qu'Anaïs avait une sœur jumelle, qu'elles ont le pouvoir de nomination et qu'elles échappent aux nominations, la voix annonce qu'elles pourront nommer que 6 habitants. Elles choisissent de nommer Sophia, Mélanie, Damien, Maëva, Pierre et Thomas.
Julien a pour mission cette semaine de se rapprocher de Manon et de rendre jalouse Sophia 5 000 € à la clé).
La Voix décide de laisser une chance à deux des nommés d'être immunisés. Pour cela, la voix leur a préparé un jeu de l'oie. Le jeu consiste à lancer un dé et d'attribuer le nombre de chiffre sur le dé à l'un des 6 nommés qui avancera selon le nombre de cases attribuées. Si le candidat arrive en fin de parcours, il se retrouve parmi les 4 nommés de la soirée. Pierre, Mélanie, Damien et Thomas sont arrivés au bout du parcours et sont nommés.
Jaja et Sarah sont en compétition pour la mission diablotin attribuée par la Voix (une nouvelle mission anniversaire)  qui consiste à faire vivre un cauchemar à Fanny pendant une semaine. Le gagnant de ce duel sera désigné par la Voix et remportera 5 000 €.
Athénaïs a révélé au confessionnal son secret d'avoir été transplantée trois fois.
En ce qui concerne le buzz de Manon, Sarah et Darko, les deux candidats qu'elle soupçonnait être « en couple » lui avouèrent donc qu'elle n'avait pas trouvé leur secret, perdant ainsi 5 000 € de sa cagnotte.
Lors du prime du 1er septembre, c'est Damien qui est éliminé avec 10 % contre Thomas avec 57,2 %, Pierre avec 19,9 % et Mélanie avec 13 %.

### Semaine 2
Cette semaine, Jaja et Sarah doivent mener à bien leur mission « diablotin ». La Voix pose alors des questions-surprise sur les 10 commandements de la Voix, et lors de cette série de questions Jaja donne deux bonnes réponses et Sarah une. Ces bonnes réponses leur permettent de piocher 200 € dans la cagnotte de l'un des habitants : ils choisissent tous les deux de se servir dans celle de Fanny.
L'élection de « Miss Secret » a lieu cette semaine : Sarah est élue « Miss Secret », et Maéva est sa première dauphine.et Manon sa deuxième dauphine.
Le 6 septembre, les garçons se rendent au confessionnal pour nommer les deux filles de leurs choix.
À l'issue du vote des garçons, Manon et Mélanie arrivent ex aequo avec trois votes contre elles chacune. Mais grâce à leur pouvoir de « Maîtresses des Identités », Manon et Anaïs remplacent le vote de Julien par les filles de leur choix, afin d'éviter à Manon d'être nommés.
Après l'annonce des nominations, la Voix propose un jeu, dans lequel un indice sur l'une des nommées est à gagner. Les candidats se répartissent donc en deux équipes, et c'est celle de Mélanie qui l'emporte. La Voix révèle alors l'indice sur le secret de Sophia : un cadenas. Marvin s'empresse de buzzer ce qu'il pense être le secret de Sophia : « Nous sommes en couple ». Mais Marvin pense que Sophia est en couple avec Athénaïs. Le candidat valide son buzz et la confrontation a lieu dans la journée. Il n'a pas découvert le secret des candidates et perd 5 000 €.
La mission des internautes de la semaine pour Marvin est de faire un câlin à l'une des candidates nommées, afin de gagner 1 000 € : il choisit Sophia.
Le Prime du 8 septembre est la soirée « La Maison règle ses comptes ». Les deux nommées, Mélanie et Sophia s'affrontent avec leur équipe respective lors d'un rodéo infernal. C'est l'équipe de Mélanie qui gagne et qui se partage la moitié de la cagnotte de Sophia.
De son côté, Julien découvre des images de Sophia et Bastien plus proches que jamais. Il s'explique ensuite avec elle au -1.
La Voix révèle à Fanny et au reste de la maison la mission de Jaja et Sarah. Sarah gagne 5 000 €, mais la Voix propose à Fanny de se venger en lançant des balles pleines de peinture sur les deux diablotins de la semaine. Pour chaque tir réussi elle gagne 100 € de la cagnotte du candidat.
Les pires candidats, selon les internautes, sont : Manon, Maéva, Thomas et Bastien. Il leur est proposé une épreuve en duel (garçon entre eux, puis les filles et enfin les gagnants de chaque duel) pendant lequel ils doivent boire des mixtures spécialement préparées par la Voix. Le plus rapide d'entre eux gagner un accès aux « Livres des Secrets » afin de recevoir un indice sur l'un des pires enquêteurs de la semaine, à partager avec un autre candidat de son choix. C'est Thomas qui gagne le concours et choisit de partager l'indice avec Athénaïs.
La Voix propose deux missions à deux candidats différents cette semaine : Darko, après avoir relevé son secret au public, se voit remettre la mission de trouver un « vrai » secret de l'un des candidats s'il ne veut pas qu'un indice sur son secret soit révélé ; d'autre part, Manon est mise au courant de la mission de Julien, pour 5 000 €, elle doit donc faire croire à Julien qu'elle est réellement tombée sous son charme (sans révéler la mission à sa sœur jumelle).
C'est Sophia, face à sa rivale Mélanie, qui a quitté l'aventure lors du prime du 8 septembre avec respectivement 36,8 % contre 63,2 % pour Mélanie.

### Semaine 3
Cette semaine a eu lieu l'élection de Mister Secret : Jaja a été élu Mister Secret. Julien premier dauphin et Thomas deuxième dauphin. À la suite de cette deuxième élection, la Voix révèle à Sarah et Jaja qu'ils ont gagné un indice sur la personne de leur choix ; ils choisissent Mélanie. L'indice révélé est « passé ».
D'un autre côté, Manon a décidé d'abandonner sa mission séduction auprès de Julien, voyant que sa sœur en souffrait. La Voix a donc révélé la mission de Julien, qui fut un succès et celui-ci remporte 5 000 €, tandis que Manon ne remporte rien.
Darko ayant la mission de trouver un secret cette semaine, sous peine de perdre un indice sur le sien, il buzz Maéva : « Je suis championne de pole dance ».
Les jumelles décident de ne pas utiliser leur pouvoir des identités cette semaine pour les nominations. 4 garçons sont nommés cette semaine.
Lors du prime du 15 septembre, la Voix chamboule les nominations de la semaine suivante : celles-ci auront lieu lors du prime et sont à vote ouvert. Tout le monde peut voter (dans un ordre défini selon une pionne aléatoire) lors de ces nominations mixtes, sauf les nommés de la semaine (Darko, Julien, Pierre, Thomas). Mélanie, Sarah et Fanny sont les 3 nommées de la semaine suivante.
Néanmoins, la Voix donne la possibilité aux trois nommées de se sauver de la nomination. En gagnant un jeu elles accèdent à la salle des Tentations. À chaque passage dans cette salle et jusqu'au mardi suivant, les 3 nommées auront la possibilité de gagner des cartes switch en soumettant les habitants de leur choix à la tentation, permettant ainsi d'échanger leur place avec un autre candidat. Si l'habitant choisi cède à la tentation de ce que va lui proposer la Voix, il permettra aux 3 nommées de gagner une carte switch.
Jaja a été choisi pour la tentation, il y cède en visionnant un message de ses proches. Par conséquent, à l'issue du prime, les 3 nommées ont déjà 1 carte switch.
Thomas, quant à lui refuse de visionner un message de ses proches afin de protéger un indice capital sur son secret.
Fanny révèle son secret au public : " J'ai déjà participé 2 fois à Secret Story."
Sophia revient dans la maison et règle ses comptes avec Bastien puis avec les autres habitants.
Darko s'est trompé sur le secret de Maeva, celle-ci gagne donc 5 000 € de sa cagnotte. À la suite de l'échec de sa mission, un indice capital sur son secret est révélé à tous les habitants.
Marvin, quant à lui, a une mission secrète exceptionnelle: pour 5 000 €, il a une semaine pour séduire Sarah afin de tester les véritables sentiments de sa chérie Maeva.
C'est Pierre qui quitte l'aventure lors du prime du 15 septembre avec 17,6 % face à Julien avec 36,6 %, Thomas avec 27,5 % et Darko avec 18,3 % des votes.
Fanny apprend au public qu'elle est enceinte.

### Semaine 4
Darko a été soumis à l'épreuve de la tentation : accepter de donner une carte switch en échange d'une place en demi-finale. Il accepte.
La voix soumet alors aux habitants une énigme ; ceux-ci sont répartis en deux groupes : les pré-nommées contre le reste de la maison. Ce sont ces derniers qui trouvent la réponse à l'énigme ; leur récompense est la suppression d'une carte switch des nommées, ce qui les ramène à 1 carte.
Marvin a été soumis à l'épreuve de la tentation également : accepter de donner une carte switch contre un échange avec sa maman. Il accepte.
Le jour des nominations, Sarah, Fanny et Mélanie disposent de deux cartes switch, mais ce sont Fanny et Sarah qui veulent échanger leur place (d'après un accord entre elles). Les places de nommées de Fanny et Sarah sont échangées contre Athénaïs et Maéva.

#### Prime du 22 septembre
Lors du prime du 22 septembre, Maéva et Sarah ont découvert des images dans la salle des vérités ou elles parlaient l'une de l'autre puis elles ont pu s'expliquer dans une atmosphère tendue. À la suite de sa mission « jalousie », Marvin doit remettre une carte nomination à Maéva ou Sarah, en faisant passer cette carte pour une immunité. Il décide de l'offrir à Sarah.
Le secret de Thomas est découvert par Marvin et révélé lors de la soirée. Marvin révélera en 2017 qu'il avait triché pour obtenir des informations de l'extérieur dont ce secret. Maéva, petite amie de Marvin durant l'aventure, confirme dans une vidéo Youtube en mai 2020 qu'elle a aidé Marvin dans cette entreprise, profitant d’une hospitalisation en urgence pour être informée des secrets par une infirmière.
Fanny a pu rendre visite à Joao, son amoureux et père de son bébé, dans le sas.
Une nouvelle pièce a fait son apparition, le laboratoire des secrets. C'est Darko qui a eu la possibilité de s'y rendre (après avoir gagné un jeu) en ayant eu un dilemme proposé par la voix. Soit il immunise Jaja et nomme d'office Manon, soit il immunise Manon et nomme d'office Jaja pour les prochaines nominations. Il choisit d'immuniser Manon et de nommer Jaja.
Julien et Bastien ont reçu une mission secrète exceptionnelle, pour 20 000 € à se partager, ils devront faire croire aux autres habitants pendant une semaine que leur secret est « nous sommes des exs ». Julien remporte un indice sur le secret de Marvin en gagnant un jeu.
Lors du prime du 22 septembre, Athénaïs quitte l'aventure avec 25 % face à Maéva avec 47 % et Mélanie avec 28 % des voix.

### Semaine 5
Thème de la semaine : La Guerre des Clans
La guerre des clans a éclaté dans la Maison des Secrets. Le premier clan des « 4 Fantastik » est mené par Sarah et rejoint par Jaja, Fanny et Mélanie. Le second clan des « Sauvages » est mené par Marvin regroupant tous les autres participants. L'épreuve ultime du « cochon pendu » des chefs de clan remporté par Marvin met fin à cette guerre.
Une petite main se situant dans le jardin propose à Jaja de rejoindre la salle dans le laboratoire des secrets afin d'être soumis à un dilemme : il a la possibilité de dissoudre (littéralement) la nomination de Sarah et la place en demi-finale de Darko, ou bien de dissoudre sa propre nomination. Il choisit de ne plus être nommé cette semaine.
Une autre petite main apparaît dans la quotidienne du 27 septembre, proposant un dilemme au clan des « 4 Fantastik » : donner 25 000 € de leur cagnotte pour sauver Sarah, ou prendre 25 000 € de la cagnotte de l'autre clan et Sarah garde sa nomination.
Le choix des nominations tombe et ce sont Jaja et Thomas qui se retrouvent nommés. Jaja, après avoir échappé d'abord à la nomination, s'y retrouve tout de même à la suite des choix que les filles ont dû faire cette semaine.
Les jumelles utilisent leur pouvoir des identités afin de prendre l'identité de Sarah pour changer son vote : elles décident de mettre Jaja et Thomas et ainsi sauvent Marvin (sans le savoir puisqu'elles ne connaissent pas le vote officiel de chacun des candidats).
Fanny découvre le secret des jumelles.

#### Prime du 29 septembre
Lors du prime du 29 septembre, Anaïs et Mélanie se retrouvent dans la salle des vérités afin que les choses dites en secret soit révélées à l'une et l'autre. À la suite de cela, la Voix propose un choix à Mélanie : soit elle décide de laisser l'immunité de Manon et en échange Anaïs ne peut plus parler à Bastien pendant 24h (prenant effet le vendredi 30 septembre) ou bien elle décide de retirer l'immunité de Manon mais en contrepartie c'est elle-même qui ne peut plus parler à Bastien pendant 24h. Elle choisit la première option.
Fanny étant la meilleure enquêtrice de la semaine, elle dispose d'un accès inédit au laboratoire des secrets ou se trouve un coffre fort. Celui ci contient la totalité des cagnottes des habitants ainsi que 2 immunités. Fanny dispose d'un code qu'elle doit partager avec un autre habitant, mais c'est à elle de choisir ce candidat et celui-ci ne doit pas se faire démasquer par les autres candidats. Dans le cas où ils arrivent à garder ce secret, ils ouvriront le coffre, se partageront la totalité des cagnottes et ce sont tous les autres candidats qui seront nommés (sauf Darko et Manon puisqu'ils sont immunisés). Dans le cas contraire, seuls Fanny et son allié perdront leurs cagnottes et seront nommés. Afin de trouver l'identité de l'allié secret, des épreuves seront proposées aux habitants durant la semaine permettant de gagner des indices sur celui-ci. Fanny choisit lors d'une cérémonie, Sarah comme alliée pour cette mission.
La Voix révèle aux habitants la mission qu'elle a confiée à Julien et Bastien, ils remportent donc 20 000 € à se partager.
La Voix propose à Julien une nouvelle mission en faisant croire au reste des habitants qu'il est réellement gay. Pour cela, il doit se rapprocher de Darko en faisant croire qu'il est tombé sous son charme. La Voix confie la même mission à Anaïs, sans que ceux-ci soient mis en confidence de la mission de chacun. À la clé, un avantage pour le gagnant de cette mission "séduction".
Julien et Darko gagnent le jeu de l'horloge infernale et remportent un appel à leurs proches.
C'est Jaja qui quitte la Maison des Secrets lors du prime du 29 septembre avec 26 % face à Thomas avec 74 % des voix.

### Semaine 6
À la suite de l'élimination de Jaja lors du prime de la semaine 5, Darko se sent réellement affecté par son départ et demande à la Voix qu'on lui retire sa place en demi-finale afin de pouvoir affronter dans le sas tous ceux qui ont nommé son ami. La Voix accepte et Darko se retrouve à nouveau nominable pour les semaines suivantes.
Marvin quant à lui a été exclu du jeu pour comportement inacceptable envers les autres habitants.
Le départ de Marvin impose à la Voix de revoir le jeu du coffre-fort proposé à Fanny afin que celui-ci reste équitable vis-à-vis des autres habitants (puisqu'ils ne savent pas si Marvin était son allié ou pas). Fanny doit à nouveau faire un choix lors d'une cérémonie afin de choisir son nouvel allié, qui n'est autre que Julien cette fois. Les deux habitants vont devoir garder leur nouvelle alliance secrète pour remporter l'ensemble des cagnottes et être immunisés lors des prochaines nominations. Dans le cas contraire, Fanny et Julien se retrouveront face à face dans le sas.

#### Prime du 6 octobre
Darko est enfin face au dilemme opposant Anaïs et Julien ; en qui a-t-il le plus confiance ? Il choisit Anaïs et à la suite de ce choix, la Voix lui révèle leur mission. Anaïs gagne 10 000 €. À la suite de cela, il doit choisir qui des deux s'est le mieux joué de lui afin qu'il ne bénéficie pas d'une immunité. Il choisit d'immuniser Anaïs, non pas parce qu'il trouve qu'elle a mal joué son rôle, mais parce qu'il veut l'immuniser. Le troisième choix de Darko est d'autoriser les jumelles de voir leurs proches (à savoir, leur sœur et leur père), mais en échange, elles ne seront plus immunisées. Il choisit de leur accorder ce rendez-vous.
La mission de Fanny est un succès, les habitants ont voté en majorité pour Darko comme étant son allié. Ceux-ci n'ayant pas deviné que son allié était en fait Julien, le binôme gagne une immunité, la clé de du coffre fort et l'ensemble des autres habitants se voient nommés. Ils gagnent l'intégralité des cagnottes des habitants, soit un peu plus de 178 000 €
L'ouverture du coffre-fort leur offre un dilemme : ils ont la possibilité de rendre les cagnottes aux habitants en échange de 6 cartes immunités à distribuer aux habitants afin d'éviter la nomination de la soirée. Ils décident de prendre les immunités et de distribuer les 2 premières tout d'abord à Bastien et Sarah.
Deux comédiens professionnels intègrent la Maison des Secrets afin de se jouer des habitants : de faux proches perdus de vue depuis 10 ans. Marco jouera l'oncle « perdu » des jumelles, et Rachel jouera l'ex-copine de Bastien n'ayant jamais oublié son premier amour. À la suite de leur entrée, Bastien reçoit la mission de convaincre les habitants que Rachel est bien son ex, mais il est également mis au courant du rôle du « faux oncle » Marco. En cas de réussite, Anaïs, Manon et Bastien peuvent remporter chacun 10 000 €.
Sarah retrouve ses proches dans le sas à la suite de sa victoire face à Maeva dans un jeu.
Dans la suite de soirée, Fanny et Julien donnent les 4 dernières cartes d'immunité à Manon, Darko, Anais et Mélanie. Les deux nommés de la semaine sont donc Thomas et Maéva.
C'est finalement Maéva qui quitte l'aventure, laissant Thomas vainqueur de cette 2e nomination avec respectivement 40 % et 60 %.

### Semaine 7
Cette semaine Sarah et Thomas ont reçu la mission de la voix de réussir à se faire nommer et ainsi se retrouver immunisé et maître des nominations. La Voix décide de récompenser Julien pour son incroyable performance lors de la mission de la semaine : il reçoit la clé de la boîte aux lettres.
Les jumelles sont à leur tour invitées à rencontrer leur faux « tonton » Marco, et par de même, elles sont mises au courant de la mission de Bastien.
Les comédiens entrent finalement dans la Maison des Secrets.
Lors des nominations mixtes cette semaine, Sarah et Thomas avaient reçu pour mission de la Voix de tout faire pour être nommé afin de recevoir une immunité pour la semaine et de pouvoir choisir eux-mêmes les 2 candidats qui seraient nommée. Malheureusement pour Thomas, c'est Darko qui se voit nommé à sa place, tandis que Sarah est bel et bien choisie. Ceci signifie que Sarah peut choisir une autre fille à nommer à sa place, par contre Thomas se voit nommer d'office à la place de Darko, puisqu'il n'a pas réussi sa mission.
Sarah choisit tout d'abord de sauver Anaïs et Fanny de la nomination ; il lui reste donc à choisir pendant le prime entre Manon et Mélanie la candidate face à Thomas.

#### Prime du 13 octobre
La Voix annonce à Bastien qu'il a réussi sa mission, et lui annonce que sa fausse ex « Mel » (incarnée par la comédienne Rachel) revient dans la Maison des Secrets pour une ultime confrontation dans le sas.
La Voix ayant reconnu le talent de joueur de Julien, pour 10 000 €, il lui donne la mission de tout faire pour devenir le nouvel ami de Sarah cette semaine, mission qu'il accepte.
Finalement, Sarah choisit de mettre Manon dans le sas. Les nommés sont donc Manon et Thomas.
Lors de cette soirée, les indices sur les secrets des candidats sont mis en jeu lors de la « Cérémonie des Sacrifices » (divisé en 3 paliers, l'habitant devant accepter le précédent pour accéder au suivant, sinon l'indice est donné à son adversaire) : les premiers à passer sont Julien et Sarah. Sarah choisit de donner la moitié de sa cagnotte à Fanny, par contre au deuxième palier elle refuse de donner une voix supplémentaire à Darko pour les prochaines nominations et offre donc son indice à Julien ; Julien choisit de donner la moitié de la cagnotte de Bastien pour protéger son secret, il fait le choix de donner une voix supplémentaire contre Mélanie lors des prochaines nominations (si celle-ci est sauvée), finalement, il accepte d'être nommé pour la semaine prochaine plutôt que de donner son indice.
Ensuite c'est le tour de Mélanie et Fanny : Mélanie accepte de faire perdre 500 € à toutes les filles de la maison, elle accepte également d'échanger sa cagnotte de 7 282 € avec celle de Manon s'élevant à 0 € mais finalement au dernier palier, elle refuse de donner un indice sur le secret de Bastien en échange de son indice, et renonce donc à celui-ci ; Fanny accepte de faire perdre 500 € à tous les garçons de la maison, elle accepte ensuite d'échanger sa cagnotte de 19 000 € avec celle de Julien s'élevant à 375 €, et finalement accepte également de donner l'indice de Sarah pour sauver le sien. C'est ensuite au tour de Bastien : il accepte de laisser son indice en échange d'une immunité.
Cette semaine, la Voix annonce que les habitants vont être mis par binôme pour toutes les missions et tous les jeux prévus. Les duos sont : Bastien et Sarah, Fanny et Julien, Anaïs et Darko et finalement Mélanie sera en binôme avec le candidat sauvé lors des nominations.
À l'issue du prime, c'est Manon qui est finalement éliminée avec 41 %, Thomas revenant dans la Maison des secrets après sa 4e nomination avec 59 %. Le dernier binôme sera donc composé de Mélanie et Thomas.

### Semaine 8
Thème de la semaine : Les Duos
Cette semaine est placée sous le signe des « duos ». La Voix a choisi de mettre ensemble : Bastien et Sarah, Fanny et Julien, Anaïs et Darko, Mélanie et Thomas.
Lors de la première épreuve en binôme, Fanny et Julien gagnent le prix : 2 000 € prélevé sur la cagnotte du binôme de leur choix. Ils choisissent Anaïs et Darko. La voix offre un nouveau cadeau à Julien d'une petite main : il accepte de ne plus être nommé, mais en échange, Bastien n'est plus immunisé pour cette semaine.
Une mission a été confiée par la Voix à Sarah : faire buzzer son faux secret (« J'ai été accusé à tort ») à Bastien. Celui-ci tombe dans le piège, mais la Voix propose à Sarah de prolonger la supercherie en faisant croire qu'elle et Bastien sont nommés cette semaine et que l'un d'entre eux quittera la maison lors du Prime. Cependant, il n'en est rien puisque le public doit en fait voter pour savoir lequel des deux habitants il souhaite voir intégrer l'Hôtel des Secrets. Il n'y a donc pas de nomination à proprement parler cette semaine et personne ne quittera la maison. Cette mission proposée à Sara est un hommage à la saison 4 de Secret Story, dans laquelle Julie avait donné de trop gros indices concernant son secret à Benoît, mettant ce dernier en danger.

#### Prime du 20 octobre
La Voix révèle une nouvelle pièce aux habitants dans laquelle ils seront soumis à de nouveaux dilemmes afin de convaincre un autre habitant de les croire sur parole ; le Temple des Secrets. Anaïs est la première à entrer : elle doit convaincre Darko de choisir son verre magique ; en effet, soit elle lui donne le droit de voir son frère, mais alors sa propre cagnotte sera banqueroute, ou bien induire en erreur Darko et alors elle peut voir sa sœur, mais la cagnotte de Darko sera vidée. Elle le convainc de choisir le premier choix, et lui permet de voir son frère puisqu'il la croit, mais perd l'intégralité  de sa cagnotte.
La mission de Julien est révélée mais avant cela, il lui est proposé de jouer un dernier tour de cartes en proposant un dilemme « classique » à Bastien (après visionnage de tout ce qu'a pu dire Julien sur le dos de Bastien). Il a le choix entre nommer Julien, ou bien lui remettre une enveloppe vide. Il choisit de remettre à Julien une enveloppe vide, sans savoir que celle-ci va faire échouer la mission de Julien puisqu'il devait recevoir la fameuse fausse enveloppe nomination.
Fanny est la suivante à entrer dans le Temple des Secrets :face à elle 2 papyrus, l'un ne changeant pas la cagnotte de Julien, ou bien elle récupère la cagnotte entière de Julien. Elle tente de le convaincre de prendre le premier papyrus, et c'est exactement ce qu'il choisit. Il conserve donc sa cagnotte de 51 895 €.
Deux anciens habitants emblématiques entrent dans l'Hôtel des Secrets : Coralie Porrovecchio de la saison 9 et Vincent Queijo de la saison 7.
Mélanie est la troisième personne à entrer dans le Temple des Secrets : elle a le choix entre deux parchemins dont l'un est d'offrir le Bois Dormant à Thomas, mais elle devra être au service de celui-ci, ou bien l'inverse. Elle tente de le convaincre de choisir le deuxième. Thomas est donc au service de Mélanie pendant 24h et cette dernière garde le Bois Dormant.
Finalement, Bastien passe au Temple des Secrets : il a face à lui une jarre avec la possibilité de donner un coup de téléphone ainsi que 5 000 € à Sarah, ou bien prendre un coup de téléphone et gagner 5 000 €. Il réussit à la convaincre de choisir la première jarre. La cagnotte de Sarah augmente donc de 5 000 € et elle gagne un coup de téléphone à un proche.
Nouvelle mission pour Darko : il doit se rapprocher de Coralie afin de rendre Anaïs jalouse, pour qui il a des sentiments exprimés alors qu'elle, elle n'est pas sûre. Il gagnera 10 000 € si la mission est menée avec succès.
C'est Bastien avec 54 % qui rejoint l'hôtel en compagnie de Vincent et Coralie cette semaine, faisant croire à tous les habitants son départ de la Maison des Secrets.

### Semaine 9
Thème de la semaine : L'Hôtel des Secrets ouvre ses portes aux anciens habitants
Après son entrée dans l'Hôtel des Secrets, Bastien reçoit un coffre du Temple des Secrets dans lequel se trouve une carte immunité. Coralie et Vincent devront donner cette carte à l'habitant qu'a choisi Bastien c'est-à-dire Mélanie, ce qui fait d'elle la maîtresse des immunités de la semaine. Cependant, cette carte est munie d'une malédiction ; en effet, elle ne confère pas une immunité aux personnes désignées, mais une nomination. Mélanie va donc nommer les personnes de son choix, alors qu'elle pense qu'ils seront immunisés. Coralie et Vincent devront tout faire pour la convaincre de choisir les personnes qu'ils désigneront afin de choisir les bonnes personnes à immuniser et nommer (sans qu'elle s'en rende compte).
Mélanie donne une « fausse immunité » à Fanny et Julien, les nominant sans le savoir. Le 25 octobre, la Voix confesse à Mélanie la supercherie derrière la « fausse immunité » et lui propose un dilemme : garder la nomination de Fanny et Julien, ou nommer Bastien (puisqu'elle apprend sur le moment même qu'il est toujours dans l'aventure). Dans le cas où elle choisirait le premier choix, elle doit faire croire aux habitants que ces nominations étaient voulues et qu'elle était au courant depuis le début que c'était une carte nomination. Elle fait ce choix.
Ceci signifie qu'elle devra procéder à un autre dilemme jeudi soir : garder la nomination de Fanny et Julien, ou nommer tous les autres habitants (Bastien inclus puisqu'il réintégrera la maison pendant le prime, et n'est pas immunisé). Mélanie étant (réellement) immunisée, elle ne sera pas nommée dans le cas où elle ferait le choix de nommer tous les habitants.
Darko décide d'abandonner sa mission séduction auprès de Coralie car il voit qu'il blesse Anaïs. Pendant cette semaine, Thomas a récupéré un double de la clé de la boite aux lettres, mais il a également une complice : Fanny. À deux, ils doivent tout faire pour récupérer le courrier avant Julien, contre qui ils sont en compétition. Dès qu'un son particulier sonne dans la Maison, ils doivent aller chercher le courrier le plus vite possible. Thomas réussi à récupérer deux fois le courrier et gagne 1 000 €.

#### Prime du 27 octobre
Mélanie choisit définitivement de nommer Fanny et Julien, sans utiliser sa carte switch. Dans la salle des vérités Bastien explique à Julien puis Fanny la raison de leur nomination respective. Il se dispute également avec Mélanie.
Le téléphone rouge fait son grand retour :
Sarah peut sacrifier la moitié de sa cagnotte pour que Vincent puisse rester une semaine supplémentaire dans la Maison des Secrets. Elle accepte de se séparer de 11 187 €. Coralie, elle, quitte définitivement la maison.
Anaïs accepte de sacrifier la moitié de la cagnotte de son meilleur ami Julien pour pouvoir parler à Manon.
Le téléphone rouge offre une nomination d'office à attribuer à un habitant pour celui qui sera éliminé.
Deux anciens habitants intègrent la Maison des Secrets : Thomas Vitiello (saison 4) et Anaïs Camizuli (saison 7) (noté Anaïs C.). Dès son entrée dans la Maison des Secrets, la Voix propose à Anaïs C. de se faire détester par Sarah : il lui propose la mission « meilleures ennemies » ; mission qu'elle accepte.
Le fameux son de la boite aux lettre sonne dans la Maison, Julien et Thomas se précipitent vers celle-ci mais c'est Thomas qui fut le plus rapide. Il gagne la clé de son adversaire, mais également la moitié de la cagnotte de celui-ci, soit 12 945 €.
Sarah doit affronter ses peurs dans le Temple des Secrets afin de protéger un indice capital sur son secret. Elle échoue.
C'est Fanny qui quitte l'aventure avec 25 % des voix face à Julien avec 75 %. Elle choisit de nommer Bastien dans le sas avant son départ. Ceci est un hommage à la saison 5 de Secret Story, dans laquelle Ayem, au moment de son élimination, choisissait de nommer Marie.

### Semaine 10
Thème de la semaine : La Guerre des sexes
La Supérette fait son grand retour. Les habitants ont précédemment été placés en 2 groupes avec à leur tête les anciens habitants : Vincent et Thomas à la tête des filles et Anaïs C. à la tête des garçons. Toute la nourriture des habitants a été retirée de leur stock ; ils doivent faire les courses à la supérette et pour cela ils disposent d'1 min 30. Cependant, la Voix est joueuse et décide d'échanger les caddies des équipes respectives. Les garçons se retrouvent avec un stock de confiseries, tandis que les filles se retrouvent avec un caddie rempli de protéines.
La Voix propose une nouvelle énigme aux 2 groupes : ils doivent d'abord trouver une lettre (F dans la chambre des filles et G dans la chambre des garçons), la donner à une « petite main » afin d'avoir le décodeur ; grâce à ce décodeur ils doivent trouver la réponse au code de la Voix (composé uniquement de chiffres mais mis à l'envers, on y voit des mots), code donnant également un chiffre particulier sur le décodeur. Les premiers a y arriver sont les filles et leur récompense est de mise. En effet, elles doivent décider de la première personne, dans l'équipe adverse, qui tournera la « Roue des Secrets » (introduite en même temps par la Voix). L'habitant choisi aura à chaque fois 1 chance sur 9 de tomber sur un ticket « demi-finale », tandis que derrière les autres se trouve une nomination d'office pour la semaine. Le premier à y passer est Darko : il tombe sur le chiffre 7, derrière lequel se trouve une « nomination ». Il est donc nommé (au côté de Bastien, précédemment nommé par Fanny lors de son départ).
Deuxième épreuve pour les groupes : ils doivent faire le meilleur sexy ménage. L'équipe perdant se verra octroyer un désavantage pour les courses à la supérette. Les garçons gagnent, et c'est donc Sarah qui doit porter des gants de boxe pour aller faire des courses à la supérette.
La porte interdite fait son apparition dans la maison : la première fois, il est absolument interdit de l'ouvrir sous peine de sanction, mais Bastien ne peut résister et l'ouvre, ne trouvant rien derrière ; il perd la moitié de sa cagnotte. La Voix fait alors une autre annonce en expliquant que cette fois il y a quelque chose de caché derrière la porte, mais qu'il ne faut l'ouvrir sous aucun prétexte. Bastien ne peut y résister une deuxième fois, et décide de l'ouvrir. Derrière se cache alors la roue des Secrets, apportant à l'équipe des garçons le privilège de désigner une fille pour tourner la roue. Ils choisissent Sarah : elle a alors 2 chances sur 10 de tomber sur une place en demi-finale et les autres numéros de tomber sur une nomination d'office. Celle est chanceuse et tombe sur le 6 qui cachait une place en demi-finale.
Les cibles interdites font leur retour dans la Maison des Secrets : les habitants ne doivent pas marcher sur les cibles disposées dans la Maison sous peine de perdre 500 € en faveur de l'équipe adverse. De plus, Thomas recevra du courrier dès qu'un habitant marche dessus. Son premier courrier est une cible rouge qu'il peut disposer où bon lui semble dans la maison ; tout habitant marchant dessus lui donnera 500 € de sa cagnotte.
La Supérette ouvre pour la troisième fois de la semaine, mais cette fois, les habitants doivent faire leurs courses en étant aveugle. Bien entendu, des cibles ont été disposées à l'intérieur de celle-ci, et chaque fois qu'un habitant marchera sur celles-ci, il devra enlever un produit de ses courses (condition uniquement pour la supérette, le reste du temps, ils perdent de l'argent). Julien a marché 3 fois sur les cibles et Mélanie 1 fois.
Le téléphone rouge sonne et propose à Sarah de divulguer un faux indice sur son secret en échange de 5 000€ de sa cagnotte, elle accepte. L'indice est « QI ». Darko ayant buzzé Sarah avant que ce faux indice ne soit révélé, valide son vote. Il découvre ainsi le secret de Sarah et remporte l'intégralité de sa cagnotte. Cependant, après ses révélations et le fait qu'Anaïs C., faisant partie des jurés l'ayant fait rentrer, soit dans l'aventure, elle utilise à son avantage cette découverte. En effet, la Voix a chargé Anaïs C. de tout faire pour montrer qu'elle déteste Sarah (bien sûr, tout cela n'est qu'une supercherie).
La Voix annonce que la roue des Secrets tournera ce soir (le 1er novembre) et pour cela, un « freeze » est annoncé. Le premier à bouger, donne l'avantage a l'équipe adverse. Bastien bouge, les filles doivent choisir un habitant. Cependant, les règles changent, ils ont la possibilité de tomber sur 2 nominations sur 10 et le reste donne la possibilité à l'équipe qui a tourné de choisir à leur tour. Thomas est désigné, mais la chance n'est pas avec lui, il est nommé cette semaine.
Après un autre jeu où chaque équipe doit tenir une balle le plus longtemps possible, les garçons perdent et les filles désignent Julien pour aller tourner la roue : il tombe sur le chiffre 9, correspondant à une roue des Secrets ; il doit donc choisir une fille pour aller tourner la roue et décide de choisir Mélanie. Elle tombe sur une nomination et se retrouve aux côtés de Bastien, Darko et Thomas.
Le 1er novembre est organisé la « Cérémonie des Secrets d'Or »: les maîtres de cérémonie sont les anciens habitants (Anaïs C., Thomas et Vincent)
Les catégories et les lauréats sont les suivants :
| Catégorie                                                                | Nommé                                                           | Lauréat          |
| ------------------------------------------------------------------------ | --------------------------------------------------------------- | ---------------- |
| La plus belle chute                                                      | Anaïs, Bastien, Darko, Sarah                                    | Darko            |
| L'habitant le plus suiveur                                               | Anaïs, Bastien, Darko, Julien, Mélanie, Sarah                   | Julien           |
| Le presque enquêteur                                                     | Mélanie, Sarah, Thomas                                          | Sarah            |
| Le plus gros clash (en duo)                                              | Anaïs & Mélanie, Darko & Anaïs, Bastien & Julien, Darko & Sarah | Bastien & Julien |
| L'habitant le plus sexy                                                  | Bastien, Darko, Julien, Thomas                                  | Darko            |
| L'habitante la plus sexy                                                 | Anaïs, Mélanie et Sarah                                         | Sarah            |
| Le plus beau « vent »                                                    | Bastien, Julien, Mélanie, Thomas                                | Thomas           |
| L'habitant le plus manipulateur                                          | Anaïs, Bastien, Darko, Julien, Mélanie, Sarah, Thomas           | Bastien          |
| L'habitant le plus incompréhensible                                      | Anaïs, Mélanie, Thomas                                          | Anaïs            |
| L'habitant le plus « en manque » (sexuellement)                          | Bastien, Darko, Julien                                          | Darko            |
| Le meilleur sas                                                          | Thomas vs Manon, Thomas vs Jaja, Thomas vs Maéva                | Thomas           |
| L'habitant qui mérite de remporter Secret Story 10 (le prix des anciens) | Anaïs, Bastien, Darko, Julien, Mélanie, Sarah, Thomas           | Thomas           |

#### Prime du 3 novembre
Le prime du 3 novembre est dédié au public (nommé « La Soirée du Public »).
Les anciens habitants (Anaïs C., Thomas et Vincent) quittent la Maison des Secrets.
C'est Darko qui quitte la Maison des Secrets aux portes de la demi-finale avec 19 % face à Bastien avec 30 %, Thomas avec 29 % et Mélanie avec 22 %. Thomas, désormais surnommé « Catapulte Man », revient de son 6e sas.

### Semaine 11 - Demi-Finale
Thème : La demi-finale et « la Course de la Place en Finale »
La voix a annoncé qu'une place en finale pourra être gagnée durant toute la semaine. Pour cela, les habitants devront d'abord trouver la petite main dans la Maison afin d'être choisi par le hasard. Les premiers sont sélectionnés directement après l'élimination de Darko : les habitants doivent choisir une enveloppe tendue par celle-ci, et ceux ayant une carte sur laquelle ne figure pas un œil doivent se rendre dans une nouvelle salle afin de prendre une décision concernant la finale ; « la Salle de la Place en Finale ». La Voix leur annonce que toute la semaine, ils devront prendre des décisions afin d'éliminer l'un des candidats en lice pour la finale. Le trio (Anaïs, Julien, Thomas) choisit Bastien comme premier candidat pour ne pas accéder directement à la finale.
Cette semaine marque la dernière semaine pour la chasse aux secrets : Bastien, Julien et Mélanie détiennent toujours leur secret.  
Julien et Bastien sont nominés durant la semaine, et suite au vote du public c'est Bastien qui quitte le jeu la veille du Prime avec 31% des voix. 
Anaïs remporte la place en finale, et devient donc la seule candidate de la saison à atteindre la finale sans jamais avoir été nominée. Les nommés de la semaine sont donc de facto Julien, Mélanie, Sarah et Thomas, les autres habitants encore présents dans la Maison. 

#### Prime de demi-finale
Bastien est sur le plateau du prime et la Voix lui confie la mission de donner une carte à chacun des habitants. Cependant, la carte attribuée ne leur est pas destinée, ils doivent ensuite l'échanger avec un autre habitant (la distribution est faite par ordre alphabétique). Thomas ayant reçu la carte Switch, il échange sa cagnotte avec celle de Mélanie.
| Candidat | Distribué par Bastien | Donné à | Reçu        |
| -------- | --------------------- | ------- | ----------- |
| Anaïs    | −5 000€               | Mélanie | 10 000€     |
| Julien   | 10 000€               | Anaïs   | Banqueroute |
| Mélanie  | Banqueroute           | Julien  | −5 000€     |
| Sarah    | Switch                | Thomas  | 5 000€      |
| Thomas   | 5 000€                | Sarah   | Switch      |

Sarah quitte la Maison des Secrets aux portes de la finale avec 19,3% des votes du public.

### Semaine 12 - Finale
Thème : La Finale de Secret Story 10.
Dès la fin du prime, la Voix met en place une supercherie avec Julien et Bastien. En effet, celle-ci fait croire que Bastien pourrait revenir dans la Maison des Secrets, mais en échange Julien recevra 20 000€. Bien entendu Julien est au courant du subterfuge et ne gagne pas 20 000€, mais seulement 3 000€ pour sa cagnotte personnelle. Il accepte, et ce faisant, Bastien devra désigner une personne qui ira dans le sas avec lui, juste avant la finale pour une ultime (fausse) confrontation. Bastien choisit Anais, qui est alors faussement éliminée lors de la quotidienne et découvre la supercherie sur le plateau. Anais réintègre alors la maison et Bastien la quitte.
Pour se venger de Julien, la Voix propose à Anaïs de jouer un tour à ce dernier. Elle fait croire qu'elle a reçu une lettre d'amour de Darko dans laquelle il lui avoue ses sentiments. Le soir même, celui-ci est invité avec Jaja et Athénaïs dans la Maison des Secrets, rendant la supercherie un peu plus réelle.
Lorsque le téléphone rouge sonne, La Voix propose à Mélanie et Thomas de jouer au jeu de "Monsieur oui et Madame oui" afin de gagner de l'argent avant la validation de leur cagnotte. Ils doivent dire oui à tout ce qu'ils se proposent mutuellement.
Cette semaine, les candidats éliminés viennent soutenir les finalistes :
- Du 13 au 14 novembre : Bastien
- Du 14 au 15 novembre : Athénaïs, Jaja et Darko
- Du 15 au 16 novembre : Sophia, Manon et Sarah
- Le 16 novembre au soir : Tous les anciens candidats sauf Bastien, Pierre et Marvin

Voici en détail les finalistes :
| Classement | Candidats | Nombres de nominations | Cagnottes | Pourcentages du public |
| ---------- | --------- | ---------------------- | --------- | ---------------------- |
| 1          | Julien    | 4                      | 111 400 € | 42 %                   |
| 2          | Thomas    | 7                      | 9 197 €   | 28 %                   |
| 3          | Melanie   | 5                      | 10 800 €  | 17 %                   |
| 4          | Anaïs     | 0                      | 6 960 €   | 13 %                   |

Le nombre de nominations correspond ici au nombre de fois où chaque candidat a été sauvé par le public avant la finale.
Le grand gagnant de cette saison de Secret Story 10 est Julien avec de 42 % des voix du public face à 28 % pour Thomas, 17 % pour Mélanie et 13 % pour Anais. Il s'agit du troisième garçon à remporter Secret Story après Matthias et Benoît. Le chèque lui est remis par Émilie Fiorelli, la gagnante de la saison précédente.

## Nominations par candidat
Légende
- Nominations filles (par les garçons)
- Nominations garçons (par les filles)
- Nominations spéciales/expresses[n 25]
- Nominations mixtes
- Demi-finale et finale

| ► Semaine    | 1                            | 2                              | 3                              | 4                                      | 5                     | 6                     | 7                            | 8                     | 9                     | 10                           | 11                  | 11                           | 12                          |                     |                     |                     |                     |                     |                     |                     |                     |                     |                     |                     |                     |                     |                     |                     |                     |                     |                     |                     |
| ► Nomination | Damien Mélanie Pierre Thomas | Mélanie Sophia                 | Darko - Julien Pierre - Thomas | (Fanny) Athénaïs Mélanie (Sarah) Maéva | Jaja Thomas ( Sarah ) | Maéva Thomas          | (Sarah) Manon (Darko) Thomas | Bastien Sarah         | Fanny Julien          | Bastien Darko Mélanie Thomas | Bastien Julien      | Julien Mélanie Sarah Thomas  | Anaïs Julien Mélanie Thomas |                     |                     |                     |                     |                     |                     |                     |                     |                     |                     |                     |                     |                     |                     |                     |                     |                     |                     |                     |
| ► Éliminé    | Damien                       | Sophia                         | Pierre                         | Athénaïs                               | Jaja                  | Maéva                 | Manon                        | personne              | Fanny                 | Darko                        | Bastien             | Sarah                        | personne                    |                     |                     |                     |                     |                     |                     |                     |                     |                     |                     |                     |                     |                     |                     |                     |                     |                     |                     |                     |
| ▼ Candidats  | Votes                        | Votes                          | Votes                          | Votes                                  | Votes                 | Votes                 | Votes                        | Votes                 | Votes                 | Votes                        | Votes               | Votes                        | Votes                       | Votes               | Votes               | Votes               | Votes               | Votes               | Votes               |                     |                     |                     |                     |                     |                     |                     |                     |                     |                     |                     |                     |                     |
| Julien       | Nominations spéciales        | (Fanny) Mélanie (Manon) Sophia | Nominations garçons            | Nominations spéciales                  | Nominations garçons   | Nominations spéciales | Darko Sarah                  | Nominations spéciales | Nominations spéciales | Nominations spéciales        | Nomination expresse | Course de la place en finale | Gagnant                     |                     |                     |                     |                     |                     |                     |                     |                     |                     |                     |                     |                     |                     |                     |                     |                     |                     |                     |                     |
| Thomas       | Nominations spéciales        | Athénaïs Manon                 | Nominations garçons            | Nominations spéciales                  | Nominations garçons   | Nominations spéciales | Sarah Bastien                | Nominations spéciales | Nominations spéciales | Nominations spéciales        | Nomination expresse | Course de la place en finale | Finaliste                   |                     |                     |                     |                     |                     |                     |                     |                     |                     |                     |                     |                     |                     |                     |                     |                     |                     |                     |                     |
| Mélanie      | Nominations spéciales        | Nominations filles             | Darko Pierre                   | Sarah Fanny                            | Marvin Thomas         | Nominations spéciales | Darko Sarah                  | Nominations spéciales | Fanny Julien          | Nominations spéciales        | Nomination expresse | Course de la place en finale | Finaliste                   |                     |                     |                     |                     |                     |                     |                     |                     |                     |                     |                     |                     |                     |                     |                     |                     |                     |                     |                     |
| Anaïs        | Nominations spéciales        | Nominations filles             | Marvin Thomas                  | Jaja Sarah                             | Jaja Thomas           | Nominations spéciales | Darko Sarah                  | Nominations spéciales | Nominations spéciales | Nominations spéciales        | Nomination expresse | Course de la place en finale | Finaliste                   |                     |                     |                     |                     |                     |                     |                     |                     |                     |                     |                     |                     |                     |                     |                     |                     |                     |                     |                     |
| Sarah        | Nominations spéciales        | Nominations filles             | Julien Thomas                  | Mélanie Bastien                        | Thomas (Marvin) Jaja  | Nominations spéciales | Thomas Manon                 | Nominations spéciales | Nominations spéciales | Nominations spéciales        | Nomination expresse | Course de la place en finale | Éliminée semaine 11         | Éliminée semaine 11 | Éliminée semaine 11 | Éliminée semaine 11 | Éliminée semaine 11 | Éliminée semaine 11 | Éliminée semaine 11 | Éliminée semaine 11 | Éliminée semaine 11 | Éliminée semaine 11 | Éliminée semaine 11 | Éliminée semaine 11 | Éliminée semaine 11 | Éliminée semaine 11 | Éliminée semaine 11 | Éliminée semaine 11 | Éliminée semaine 11 | Éliminée semaine 11 | Éliminée semaine 11 | Éliminée semaine 11 |
| Bastien      | Nominations spéciales        | Manon Maéva                    | Nominations garçons            | Sarah Jaja                             | Nominations garçons   | Nominations spéciales | Darko Sarah                  | Nominations spéciales | Nominations spéciales | Nominations spéciales        | Nomination expresse | Éliminé semaine 11           | Éliminé semaine 11          | Éliminé semaine 11  | Éliminé semaine 11  | Éliminé semaine 11  | Éliminé semaine 11  | Éliminé semaine 11  | Éliminé semaine 11  | Éliminé semaine 11  | Éliminé semaine 11  | Éliminé semaine 11  | Éliminé semaine 11  | Éliminé semaine 11  | Éliminé semaine 11  | Éliminé semaine 11  | Éliminé semaine 11  | Éliminé semaine 11  | Éliminé semaine 11  | Éliminé semaine 11  | Éliminé semaine 11  |                     |
| Darko        | Nominations spéciales        | Mélanie Sophia                 | Nominations garçons            | Nominations spéciales                  | Nominations garçons   | Nominations spéciales | NC                           | Nominations spéciales | Nominations spéciales | Nominations spéciales        | Éliminé semaine 10  | Éliminé semaine 10           | Éliminé semaine 10          | Éliminé semaine 10  | Éliminé semaine 10  | Éliminé semaine 10  | Éliminé semaine 10  | Éliminé semaine 10  | Éliminé semaine 10  | Éliminé semaine 10  | Éliminé semaine 10  | Éliminé semaine 10  | Éliminé semaine 10  | Éliminé semaine 10  | Éliminé semaine 10  | Éliminé semaine 10  | Éliminé semaine 10  | Éliminé semaine 10  | Éliminé semaine 10  | Éliminé semaine 10  |                     |                     |
| Fanny        | Nominations spéciales        | Nominations filles             | Julien Thomas                  | Mélanie Athénaïs                       | Marvin Thomas         | Nominations spéciales | NC                           | Nominations spéciales | Nominations spéciales | Éliminée semaine 9           | Éliminée semaine 9  | Éliminée semaine 9           | Éliminée semaine 9          | Éliminée semaine 9  | Éliminée semaine 9  | Éliminée semaine 9  | Éliminée semaine 9  | Éliminée semaine 9  | Éliminée semaine 9  | Éliminée semaine 9  | Éliminée semaine 9  | Éliminée semaine 9  | Éliminée semaine 9  | Éliminée semaine 9  | Éliminée semaine 9  | Éliminée semaine 9  | Éliminée semaine 9  | Éliminée semaine 9  | Éliminée semaine 9  |                     |                     |                     |
| Manon        | Nominations spéciales        | Nominations filles             | Julien Thomas                  | Mélanie Maéva                          | Bastien Thomas        | Nominations spéciales | NC                           | Éliminée semaine 7    | Éliminée semaine 7    | Éliminée semaine 7           | Éliminée semaine 7  | Éliminée semaine 7           | Éliminée semaine 7          | Éliminée semaine 7  | Éliminée semaine 7  | Éliminée semaine 7  | Éliminée semaine 7  | Éliminée semaine 7  | Éliminée semaine 7  | Éliminée semaine 7  | Éliminée semaine 7  | Éliminée semaine 7  | Éliminée semaine 7  | Éliminée semaine 7  | Éliminée semaine 7  | Éliminée semaine 7  | Éliminée semaine 7  |                     |                     |                     |                     |                     |
| Maéva        | Nominations spéciales        | Nominations filles             | Darko Pierre                   | Sarah Fanny                            | Jaja Thomas           | Nominations spéciales | Éliminée semaine 6           | Éliminée semaine 6    | Éliminée semaine 6    | Éliminée semaine 6           | Éliminée semaine 6  | Éliminée semaine 6           | Éliminée semaine 6          | Éliminée semaine 6  | Éliminée semaine 6  | Éliminée semaine 6  | Éliminée semaine 6  | Éliminée semaine 6  | Éliminée semaine 6  | Éliminée semaine 6  | Éliminée semaine 6  | Éliminée semaine 6  | Éliminée semaine 6  | Éliminée semaine 6  | Éliminée semaine 6  | Éliminée semaine 6  |                     |                     |                     |                     |                     |                     |
| Marvin       | Nominations spéciales        | Mélanie Sophia                 | Nominations garçons            | Mélanie Manon                          | Nominations garçons   | Exclu semaine 6       | Exclu semaine 6              | Exclu semaine 6       | Exclu semaine 6       | Exclu semaine 6              | Exclu semaine 6     | Exclu semaine 6              | Exclu semaine 6             | Exclu semaine 6     | Exclu semaine 6     | Exclu semaine 6     | Exclu semaine 6     | Exclu semaine 6     | Exclu semaine 6     | Exclu semaine 6     | Exclu semaine 6     | Exclu semaine 6     | Exclu semaine 6     | Exclu semaine 6     | Exclu semaine 6     |                     |                     |                     |                     |                     |                     |                     |
| Jaja         | Nominations spéciales        | Maéva Sophia                   | Nominations garçons            | Mélanie Bastien                        | Nominations garçons   | Éliminé semaine 5     | Éliminé semaine 5            | Éliminé semaine 5     | Éliminé semaine 5     | Éliminé semaine 5            | Éliminé semaine 5   | Éliminé semaine 5            | Éliminé semaine 5           | Éliminé semaine 5   | Éliminé semaine 5   | Éliminé semaine 5   | Éliminé semaine 5   | Éliminé semaine 5   | Éliminé semaine 5   | Éliminé semaine 5   | Éliminé semaine 5   | Éliminé semaine 5   | Éliminé semaine 5   | Éliminé semaine 5   | Éliminé semaine 5   |                     |                     |                     |                     |                     |                     |                     |
| Athénaïs     | Nominations spéciales        | Nominations filles             | Darko Pierre                   | Sarah Fanny                            | Éliminée semaine 4    | Éliminée semaine 4    | Éliminée semaine 4           | Éliminée semaine 4    | Éliminée semaine 4    | Éliminée semaine 4           | Éliminée semaine 4  | Éliminée semaine 4           | Éliminée semaine 4          | Éliminée semaine 4  | Éliminée semaine 4  | Éliminée semaine 4  | Éliminée semaine 4  | Éliminée semaine 4  | Éliminée semaine 4  | Éliminée semaine 4  | Éliminée semaine 4  | Éliminée semaine 4  | Éliminée semaine 4  | Éliminée semaine 4  |                     |                     |                     |                     |                     |                     |                     |                     |
| Pierre       | Nominations spéciales        | Mélanie Sophia                 | Nominations garçons            | Éliminé semaine 3                      | Éliminé semaine 3     | Éliminé semaine 3     | Éliminé semaine 3            | Éliminé semaine 3     | Éliminé semaine 3     | Éliminé semaine 3            | Éliminé semaine 3   | Éliminé semaine 3            | Éliminé semaine 3           | Éliminé semaine 3   | Éliminé semaine 3   | Éliminé semaine 3   | Éliminé semaine 3   | Éliminé semaine 3   | Éliminé semaine 3   | Éliminé semaine 3   | Éliminé semaine 3   | Éliminé semaine 3   | Éliminé semaine 3   |                     |                     |                     |                     |                     |                     |                     |                     |                     |
| Sophia       | Nominations spéciales        | Nomination filles              | Éliminée semaine 2             | Éliminée semaine 2                     | Éliminée semaine 2    | Éliminée semaine 2    | Éliminée semaine 2           | Éliminée semaine 2    | Éliminée semaine 2    | Éliminée semaine 2           | Éliminée semaine 2  | Éliminée semaine 2           | Éliminée semaine 2          | Éliminée semaine 2  | Éliminée semaine 2  | Éliminée semaine 2  | Éliminée semaine 2  | Éliminée semaine 2  | Éliminée semaine 2  | Éliminée semaine 2  | Éliminée semaine 2  | Éliminée semaine 2  |                     |                     |                     |                     |                     |                     |                     |                     |                     |                     |
| Damien       | Nominations spéciales        | Éliminé semaine 1              | Éliminé semaine 1              | Éliminé semaine 1                      | Éliminé semaine 1     | Éliminé semaine 1     | Éliminé semaine 1            | Éliminé semaine 1     | Éliminé semaine 1     | Éliminé semaine 1            | Éliminé semaine 1   | Éliminé semaine 1            | Éliminé semaine 1           | Éliminé semaine 1   | Éliminé semaine 1   | Éliminé semaine 1   | Éliminé semaine 1   | Éliminé semaine 1   | Éliminé semaine 1   | Éliminé semaine 1   | Éliminé semaine 1   |                     |                     |                     |                     |                     |                     |                     |                     |                     |                     |                     |

## Tableau de présence
| Candidat | Semaine 1 | Semaine 2      | Semaine 3       | Semaine 4       | Semaine 5       | Semaine 6       | Semaine 7       | Semaine 8       | Semaine 9       | Semaine 10      | Semaine 11      | Semaine 12      | Dénouement      |
| -------- | --------- | -------------- | --------------- | --------------- | --------------- | --------------- | --------------- | --------------- | --------------- | --------------- | --------------- | --------------- | --------------- |
| Anaïs    | Présente  | Présente       | Présente        | Présente        | Présente        | Présente        | Présente        | Présente        | Présente        | Présente        | Présente        | Présente        | Finaliste       |
| Julien   | Présent   | Présent        | Présent         | Présent         | Présent         | Présent         | Présent         | Présent         | Présent         | Présent         | Présent         | Présent         | Gagnant         |
| Mélanie  | Présente  | Présente       | Présente        | Présente        | Présente        | Présente        | Présente        | Présente        | Présente        | Présente        | Présente        | Présente        | Finaliste       |
| Thomas   | Présent   | Présent        | Présent         | Présent         | Présent         | Présent         | Présent         | Présent         | Présent         | Présent         | Présent         | Présent         | Finaliste       |
| Sarah    | Présente  | Présente       | Présente        | Présente        | Présente        | Présente        | Présente        | Présente        | Présente        | Présente        | Présente        | Éliminée - Vote | Éliminée - Vote |
| Bastien  | Présent   | Présent        | Présent         | Présent         | Présent         | Présent         | Présent         | Présent         | Présent         | Présent         | Présent         | Éliminé - Vote  | Éliminé - Vote  |
| Darko    | Présent   | Présent        | Présent         | Présent         | Présent         | Présent         | Présent         | Présent         | Présent         | Présent         | Éliminé - Vote  | Éliminé - Vote  | Éliminé - Vote  |
| Fanny    | Présente  | Présente       | Présente        | Présente        | Présente        | Présente        | Présente        | Présente        | Présente        | Éliminée - Vote | Éliminée - Vote | Éliminée - Vote | Éliminée - Vote |
| Manon    | Présente  | Présente       | Présente        | Présente        | Présente        | Présente        | Présente        | Éliminée - Vote | Éliminée - Vote | Éliminée - Vote | Éliminée - Vote | Éliminée - Vote | Éliminée - Vote |
| Maéva    | Présente  | Présente       | Présente        | Présente        | Présente        | Présente        | Éliminée - Vote | Éliminée - Vote | Éliminée - Vote | Éliminée - Vote | Éliminée - Vote | Éliminée - Vote | Éliminée - Vote |
| Marvin   | Présent   | Présent        | Présent         | Présent         | Présent         | Exclusion       | Exclusion       | Exclusion       | Exclusion       | Exclusion       | Exclusion       | Exclusion       | Exclusion       |
| Jaja     | Présent   | Présent        | Présent         | Présent         | Présent         | Éliminé - Vote  | Éliminé - Vote  | Éliminé - Vote  | Éliminé - Vote  | Éliminé - Vote  | Éliminé - Vote  | Éliminé - Vote  | Éliminé - Vote  |
| Athénaïs | Présente  | Présente       | Présente        | Présente        | Éliminée - Vote | Éliminée - Vote | Éliminée - Vote | Éliminée - Vote | Éliminée - Vote | Éliminée - Vote | Éliminée - Vote | Éliminée - Vote | Éliminée - Vote |
| Pierre   | Présent   | Présent        | Présent         | Éliminé - Vote  | Éliminé - Vote  | Éliminé - Vote  | Éliminé - Vote  | Éliminé - Vote  | Éliminé - Vote  | Éliminé - Vote  | Éliminé - Vote  | Éliminé - Vote  | Éliminé - Vote  |
| Sophia   | Présente  | Présente       | Éliminée - Vote | Éliminée - Vote | Éliminée - Vote | Éliminée - Vote | Éliminée - Vote | Éliminée - Vote | Éliminée - Vote | Éliminée - Vote | Éliminée - Vote | Éliminée - Vote | Éliminée - Vote |
| Damien   | Présent   | Éliminé - Vote | Éliminé - Vote  | Éliminé - Vote  | Éliminé - Vote  | Éliminé - Vote  | Éliminé - Vote  | Éliminé - Vote  | Éliminé - Vote  | Éliminé - Vote  | Éliminé - Vote  | Éliminé - Vote  | Éliminé - Vote  |

## Cagnottes
Un montant de 5 000 € est nécessaire pour déclencher l’alarme (hors buzz gratuits). Les cagnottes inscrites sont celles que les candidats détenaient en fin du prime chaque semaine.
| Julien    | 10 000 €        | 10 000 €        | 10 250 €        | 15 500 €         | 23 250 €         | 33 250 €         | 33 250 €         | 33 250 €         | 51 895 €         | 12 945 €         | 24 345 €         | 10 000 €         | 111 400 €        |                  |                  |                  |                  |                  |                  |                  |                  |                  |                  |                  |                  |                  |                  |                  |                  |                  |                  |                  |
| Thomas    | 10 000 €        | 10 000 €        | 5 000 €         | 5 250 €          | 0 €              | 0 €              | 0 €              | 19 003 €         | 14 003 €         | 28 948 €         | 8 314 €          | 7 997 €          | 9 197 €          |                  |                  |                  |                  |                  |                  |                  |                  |                  |                  |                  |                  |                  |                  |                  |                  |                  |                  |                  |
| Mélanie   | 10 000 €        | 10 000 €        | 11 833 €        | 17 083 €         | 17 083 €         | 17 083 €         | 17 083 €         | 0 €              | 9 879 €          | 9 879 €          | 9 879 €          | 0 €              | 1 800 €          |                  |                  |                  |                  |                  |                  |                  |                  |                  |                  |                  |                  |                  |                  |                  |                  |                  |                  |                  |
| Anaïs     | 10 000 €        | 10 000 €        | 10 000 €        | 10 250 €         | 10 250 €         | 0 €              | 10 000 €         | 10 000 €         | 0 €              | 500 €            | 0 €              | 4 060 €          | 6 960 €          |                  |                  |                  |                  |                  |                  |                  |                  |                  |                  |                  |                  |                  |                  |                  |                  |                  |                  |                  |
| Sarah     | 10 000 €        | 12 500 €        | 16 900 €        | 12 150 €         | 12 150 €         | 12 150 €         | 12 150 €         | 12 150 €         | 12 150 €         | 11 187 €         | 11 187 €         | 11 187 €         | Éliminée jour 77 | Éliminée jour 77 | Éliminée jour 77 | Éliminée jour 77 | Éliminée jour 77 | Éliminée jour 77 | Éliminée jour 77 | Éliminée jour 77 | Éliminée jour 77 | Éliminée jour 77 | Éliminée jour 77 | Éliminée jour 77 | Éliminée jour 77 | Éliminée jour 77 | Éliminée jour 77 | Éliminée jour 77 | Éliminée jour 77 | Éliminée jour 77 | Éliminée jour 77 | Éliminée jour 77 |
| Bastien   | 10 000 €        | 10 000 €        | 10 000 €        | 10 250 €         | 10 250 €         | 20 250 €         | 10 250 €         | 16 493 €         | 16 493 €         | 16 493 €         | 0 €              | Éliminé jour 76  | Éliminé jour 76  | Éliminé jour 76  | Éliminé jour 76  | Éliminé jour 76  | Éliminé jour 76  | Éliminé jour 76  | Éliminé jour 76  | Éliminé jour 76  | Éliminé jour 76  | Éliminé jour 76  | Éliminé jour 76  | Éliminé jour 76  | Éliminé jour 76  | Éliminé jour 76  | Éliminé jour 76  | Éliminé jour 76  | Éliminé jour 76  | Éliminé jour 76  | Éliminé jour 76  |                  |
| Darko     | 10 000 €        | 12 500 €        | 12 500 €        | 7 750 €          | 0 €              | 0 €              | 0 €              | 0 €              | 0 €              | 0 €              | 4 378 €          | Éliminée jour 69 | Éliminée jour 69 | Éliminée jour 69 | Éliminée jour 69 | Éliminée jour 69 | Éliminée jour 69 | Éliminée jour 69 | Éliminée jour 69 | Éliminée jour 69 | Éliminée jour 69 | Éliminée jour 69 | Éliminée jour 69 | Éliminée jour 69 | Éliminée jour 69 | Éliminée jour 69 | Éliminée jour 69 | Éliminée jour 69 | Éliminée jour 69 | Éliminée jour 69 | Éliminée jour 69 |                  |
| Fanny     | 10 000 €        | 10 000 €        | 13 300 €        | 13 550 €         | 13 550 €         | 42 086 €         | 42 086 €         | 375 €            | 188 €            | 188 €            | Éliminée jour 62 | Éliminée jour 62 | Éliminée jour 62 | Éliminée jour 62 | Éliminée jour 62 | Éliminée jour 62 | Éliminée jour 62 | Éliminée jour 62 | Éliminée jour 62 | Éliminée jour 62 | Éliminée jour 62 | Éliminée jour 62 | Éliminée jour 62 | Éliminée jour 62 | Éliminée jour 62 | Éliminée jour 62 | Éliminée jour 62 | Éliminée jour 62 | Éliminée jour 62 | Éliminée jour 62 |                  |                  |
| Manon     | 10 000 €        | 5 000 €         | 6 833 €         | 7 083 €          | 7 083 €          | 0 €              | 0 €              | 7 282 €          | Éliminée jour 48 | Éliminée jour 48 | Éliminée jour 48 | Éliminée jour 48 | Éliminée jour 48 | Éliminée jour 48 | Éliminée jour 48 | Éliminée jour 48 | Éliminée jour 48 | Éliminée jour 48 | Éliminée jour 48 | Éliminée jour 48 | Éliminée jour 48 | Éliminée jour 48 | Éliminée jour 48 | Éliminée jour 48 | Éliminée jour 48 | Éliminée jour 48 | Éliminée jour 48 | Éliminée jour 48 |                  |                  |                  |                  |
| Maéva     | 10 000 €        | 10 000 €        | 14 333 €        | 19 583 €         | 19 583 €         | 19 583 €         | 19 583 €         | Éliminée jour 41 | Éliminée jour 41 | Éliminée jour 41 | Éliminée jour 41 | Éliminée jour 41 | Éliminée jour 41 | Éliminée jour 41 | Éliminée jour 41 | Éliminée jour 41 | Éliminée jour 41 | Éliminée jour 41 | Éliminée jour 41 | Éliminée jour 41 | Éliminée jour 41 | Éliminée jour 41 | Éliminée jour 41 | Éliminée jour 41 | Éliminée jour 41 | Éliminée jour 41 | Éliminée jour 41 |                  |                  |                  |                  |                  |
| Marvin    | 10 000 €        | 10 000 €        | 9 400 €         | 9 650 €          | 14 900 €         | 14 900 €         | Exclu jour 38    | Exclu jour 38    | Exclu jour 38    | Exclu jour 38    | Exclu jour 38    | Exclu jour 38    | Exclu jour 38    | Exclu jour 38    | Exclu jour 38    | Exclu jour 38    | Exclu jour 38    | Exclu jour 38    | Exclu jour 38    | Exclu jour 38    | Exclu jour 38    | Exclu jour 38    | Exclu jour 38    | Exclu jour 38    | Exclu jour 38    | Exclu jour 38    |                  |                  |                  |                  |                  |                  |
| Jaja      | 10 000 €        | 10 000 €        | 6 279 €         | 7 529 €          | 7 529 €          | 7 529 €          | Éliminé jour 34  | Éliminé jour 34  | Éliminé jour 34  | Éliminé jour 34  | Éliminé jour 34  | Éliminé jour 34  | Éliminé jour 34  | Éliminé jour 34  | Éliminé jour 34  | Éliminé jour 34  | Éliminé jour 34  | Éliminé jour 34  | Éliminé jour 34  | Éliminé jour 34  | Éliminé jour 34  | Éliminé jour 34  | Éliminé jour 34  | Éliminé jour 34  | Éliminé jour 34  | Éliminé jour 34  |                  |                  |                  |                  |                  |                  |
| Athénaïs  | 10 000 €        | 10 000 €        | 12 500 €        | 12 750 €         | 12 750 €         | Éliminée jour 27 | Éliminée jour 27 | Éliminée jour 27 | Éliminée jour 27 | Éliminée jour 27 | Éliminée jour 27 | Éliminée jour 27 | Éliminée jour 27 | Éliminée jour 27 | Éliminée jour 27 | Éliminée jour 27 | Éliminée jour 27 | Éliminée jour 27 | Éliminée jour 27 | Éliminée jour 27 | Éliminée jour 27 | Éliminée jour 27 | Éliminée jour 27 | Éliminée jour 27 | Éliminée jour 27 |                  |                  |                  |                  |                  |                  |                  |
| Pierre    | 10 000 €        | 10 000 €        | 15 000 €        | 15 250 €         | Éliminé jour 20  | Éliminé jour 20  | Éliminé jour 20  | Éliminé jour 20  | Éliminé jour 20  | Éliminé jour 20  | Éliminé jour 20  | Éliminé jour 20  | Éliminé jour 20  | Éliminé jour 20  | Éliminé jour 20  | Éliminé jour 20  | Éliminé jour 20  | Éliminé jour 20  | Éliminé jour 20  | Éliminé jour 20  | Éliminé jour 20  | Éliminé jour 20  | Éliminé jour 20  | Éliminé jour 20  |                  |                  |                  |                  |                  |                  |                  |                  |
| Sophia    | 10 000 €        | 10 000 €        | 5 500 €         | Éliminée jour 13 | Éliminée jour 13 | Éliminée jour 13 | Éliminée jour 13 | Éliminée jour 13 | Éliminée jour 13 | Éliminée jour 13 | Éliminée jour 13 | Éliminée jour 13 | Éliminée jour 13 | Éliminée jour 13 | Éliminée jour 13 | Éliminée jour 13 | Éliminée jour 13 | Éliminée jour 13 | Éliminée jour 13 | Éliminée jour 13 | Éliminée jour 13 | Éliminée jour 13 | Éliminée jour 13 |                  |                  |                  |                  |                  |                  |                  |                  |                  |
| Damien    | 10 000 €        | 10 000 €        | Éliminé jour 6  | Éliminé jour 6   | Éliminé jour 6   | Éliminé jour 6   | Éliminé jour 6   | Éliminé jour 6   | Éliminé jour 6   | Éliminé jour 6   | Éliminé jour 6   | Éliminé jour 6   | Éliminé jour 6   | Éliminé jour 6   | Éliminé jour 6   | Éliminé jour 6   | Éliminé jour 6   | Éliminé jour 6   | Éliminé jour 6   | Éliminé jour 6   | Éliminé jour 6   | Éliminé jour 6   |                  |                  |                  |                  |                  |                  |                  |                  |                  |                  |
| Alexandre | Éliminé jour 0  | Éliminé jour 0  | Éliminé jour 0  | Éliminé jour 0   | Éliminé jour 0   | Éliminé jour 0   | Éliminé jour 0   | Éliminé jour 0   | Éliminé jour 0   | Éliminé jour 0   | Éliminé jour 0   | Éliminé jour 0   | Éliminé jour 0   | Éliminé jour 0   | Éliminé jour 0   | Éliminé jour 0   | Éliminé jour 0   | Éliminé jour 0   | Éliminé jour 0   | Éliminé jour 0   |                  |                  |                  |                  |                  |                  |                  |                  |                  |                  |                  |                  |
| Liam      | Éliminée jour 0 | Éliminée jour 0 | Éliminée jour 0 | Éliminée jour 0  | Éliminée jour 0  | Éliminée jour 0  | Éliminée jour 0  | Éliminée jour 0  | Éliminée jour 0  | Éliminée jour 0  | Éliminée jour 0  | Éliminée jour 0  | Éliminée jour 0  | Éliminée jour 0  | Éliminée jour 0  | Éliminée jour 0  | Éliminée jour 0  | Éliminée jour 0  | Éliminée jour 0  | Éliminée jour 0  |                  |                  |                  |                  |                  |                  |                  |                  |                  |                  |                  |                  |

Légende
 - Repart avec la cagnotte
 - Augmentation de la cagnotte
 - Diminution de la cagnotte
 - Pas de changement

## Audiences

### Émissions hebdomadaires
- Les scores les plus élevés sont notés en gras.

| Jour de diffusion                     | Chaîne | Thème du prime                           | Téléspectateurs | Parts de marché | Référence         |
| ------------------------------------- | ------ | ---------------------------------------- | --------------- | --------------- | ----------------- |
| Vendredi 26 août 2016 (à 23 h 30)     | TF1    | La Maison des Secrets rouvre ses portes  | 1 352 000       | 23,7 %          | [ 3 ]             |
| Jeudi 1er septembre 2016 (à 20 h 55)  | NT1    | La Maison des Secret affiche complet     | 681 000         | 3,3 %           | [ 4 ]             |
| Jeudi 8 septembre 2016 (à 20 h 55)    | NT1    | Le Ranch des Secrets                     | 650 000         | 3,2 %           | [ 5 ]             |
| Jeudi 15 septembre 2016 (à 20 h 55)   | NT1    | La Secret' Compagnie                     | 616 000         | 2,9 %           | [réf. nécessaire] |
| Jeudi 22 septembre 2016 (à 20 h 55)   | NT1    | La Soirée des Dilemmes                   | 646 000         | 2,9 %           | [ 6 ]             |
| Jeudi 29 septembre 2016 (à 20 h 55)   | NT1    | La Soirée de la Guerre des Clans         | 657 000         | 3 %             | [ 7 ]             |
| Jeudi 6 octobre 2016 (à 20 h 55)      | NT1    | L'Hôtel des Secrets rouvre ses portes    | 880 000         | 4,1 %           | [réf. nécessaire] |
| Jeudi 13 octobre 2016 (à 20 h 55)     | NT1    | La Soirée des Sacrifices                 | 624 000         | 2,8 %           | [réf. nécessaire] |
| Jeudi 20 octobre 2016 (à 20 h 55)     | NT1    | La Soirée des Aventuriers de la Voix     | 742 000         | 3.4 %           | [réf. nécessaire] |
| Jeudi 27 octobre 2016 (à 20 h h55)    | NT1    | La Maison des Secrets fête Halloween     | 774 000         | 3.6 %           | [ 8 ]             |
| Jeudi 3 novembre 2016 (à 20 h 55)     | NT1    | Le prime du public                       | 629 000         | 2,8 %           | [ 9 ]             |
| Vendredi 11 novembre 2016 (à 20 h 55) | NT1    | La demi-finale                           | 607 000         | 2,8 %           | [ 10 ]            |
| Jeudi 17 novembre 2016 (à 20 h 55)    | NT1    | La Maison des Secrets referme ses portes | 812 000         | 3,5 %           | [ 11 ]            |

Sur fond vert : plus hauts chiffres d'audiences
Sur fond rouge : plus bas chiffres d'audiences
Les émissions hebdomadaires sont diffusées tous les jeudis sur NT1, de 20 h 55 à 23 h 20, à l'exception de la soirée de lancement le vendredi 26 août 2016 où l'émission est à 23 h 30 et est diffusée sur TF1. Exceptionnellement le prime du jeudi 10 novembre est diffusé en direct le vendredi 11 novembre à 20 h 55 en raison, d'un match de foot diffusé le jour même, et des NRJ Music Awards diffusé le lendemain sur TF1, obligeant la chaîne à revoir sa programmation et décaler Danse avec les stars au jeudi.

### 10 ans de Secret Story
Le 29 août 2016, à l'occasion de la dixième saison du programme, NT1 diffuse à 20 h 55 le documentaire 10 ans de Secret Story - Les secrets du phénomène, au cours duquel des candidats emblématiques, les chefs de casting, le producteur et les animateurs de l'émission témoignent des faits les plus marquants de ces dix saisons, des secrets de coulisses et de castings.
Selon Médiamétrie, le documentaire réunit 436 000 téléspectateurs, soit 1,9 % du public. C'est un score moyen pour la chaîne, qui s'est classée en 11e place des audiences, derrière NRJ12, France 5, ou bien Arte, mais devant HD1, Gulli, ou RMC Découverte.

### Émissions quotidiennes
- Les scores les plus élevés sont notés en gras.

Les quotidiennes sont diffusées du lundi au vendredi, de 18 h 40 à 19 h 50.
Le Debrief est diffusé du lundi au vendredi, de 19 h 50 à 20 h 30.
 
Comme lors des dernières semaines de la saison 9, La Soirée des habitants est diffusée du lundi au vendredi, de 20 h 30 à 21h15.
Les vendredis la Soirée des Habitants est remplacée par Secret Story, le Best-of récapitulant tout ce qui s'est passé dans la semaine.